# 士林官邸
士林官邸，位於臺灣臺北市士林區，可分為官邸與花園（含士林園藝所）兩部份，花園由台北市政府公燈處園藝管理所管理、官邸正房由台北市政府文化局管理。
此處在日本時代為台灣總督府農業試驗所「士林園藝試驗支所」，二戰後東南長官公署改為「士林園藝試驗分所」與士林招待所，士林招待所在1950年改為蔣中正的官邸，並時常有花卉展覽。士林官邸的寓所建築在2000年7月14日指定為直轄市定古蹟，之後於2005年5月25日被指定為國定古蹟。

## 介紹
1908年1月18日，臺灣總督府民政部殖產局公告在臺北廳芝蘭一堡福德洋庄設立「附屬園藝試驗場」，負責園藝植物栽培、種苗分配等事務，是台灣最早的園藝試驗機構。1918年7月21日，設置嘉義支場（今農委會農試所嘉義農業試驗分場），負責熱帶農事試驗事務。1921年8月2日，隨著臺灣總督府中央研究所改制，園藝試驗場改為中央研究所的「士林園藝試驗支所」。1939年4月28日，因中央研究所被廢止，士林園藝試驗支所改隸臺灣總督府農事業試驗所。二戰後，台灣總督府農事試驗所改為臺灣省行政長官公署「臺灣省農業試驗所」，在1949年改隸臺灣省政府農林廳，為現在農業委員會的前身。原本的士林園藝試驗支所在戰後則改為「士林園藝試驗分所」。1973年3月15日，臺灣省農業試驗所士林園藝實驗分所改隸台北市政府公園處，改名為「士林園藝所」，同年增設陽明山工作站。
由於此處環境清幽且交通便利，時任臺灣省主席陳誠選定此處興建接待國內外賓客用的「士林賓館」，另一方面，蔣中正在1949年1月21日宣布從總統職位引退，在1950年3月1日「復行視事」為中華民國總統後，同月31日從陽明山的草山招待所搬到士林賓館，始改稱為「士林總統官邸」，並增建相關設施，如侍衛營舍、崗哨、交通與聯外道路等。蔣中正夫婦自1950年入住至1975年4月5日蔣中正去世，在此居住26年。蔣宋美齡在1975年9月17日赴美就醫與休養，於1976年短暫回臺、1986年至1991年返臺居住士林官邸，士林官邸便未對外開放。

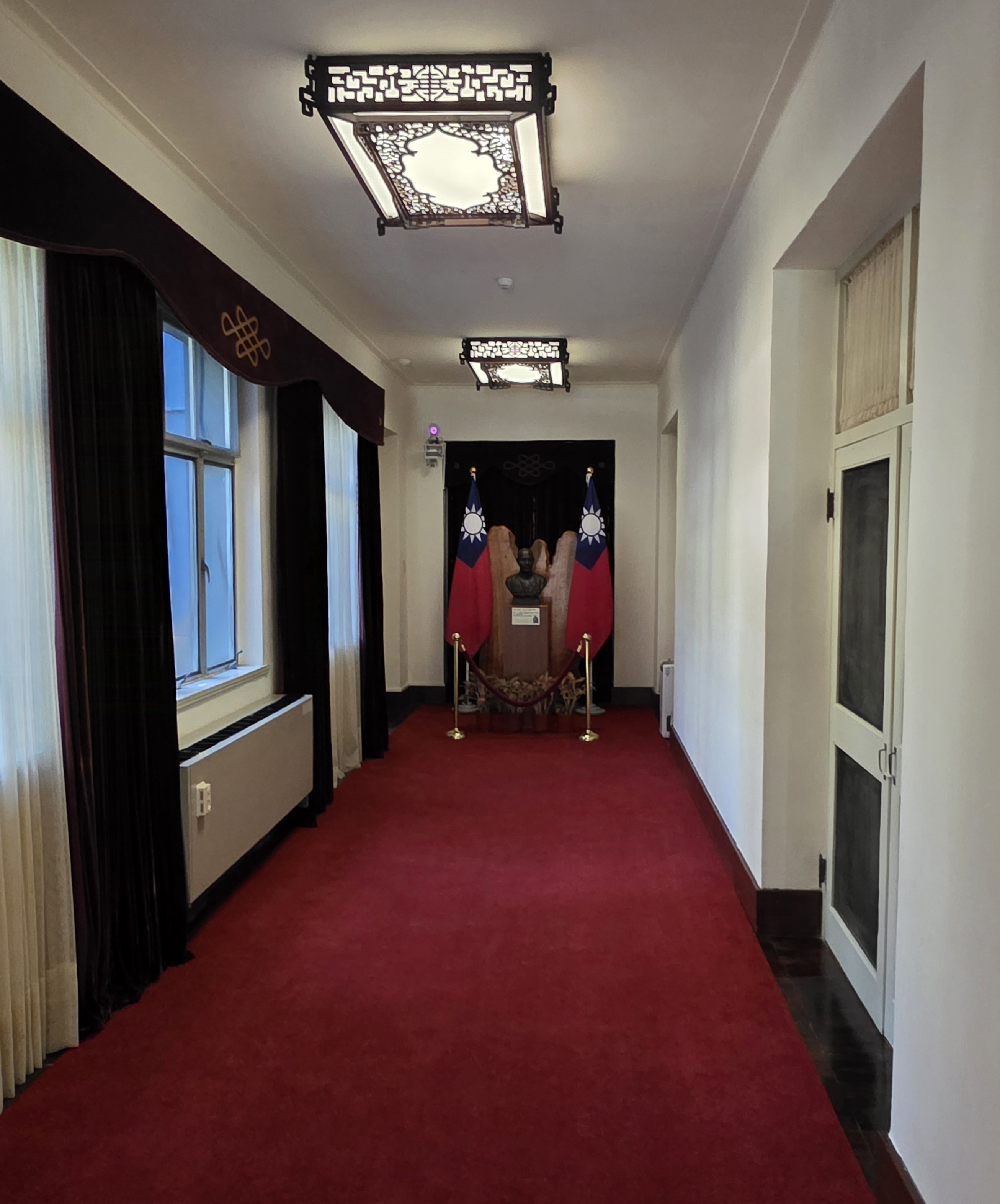
門廳
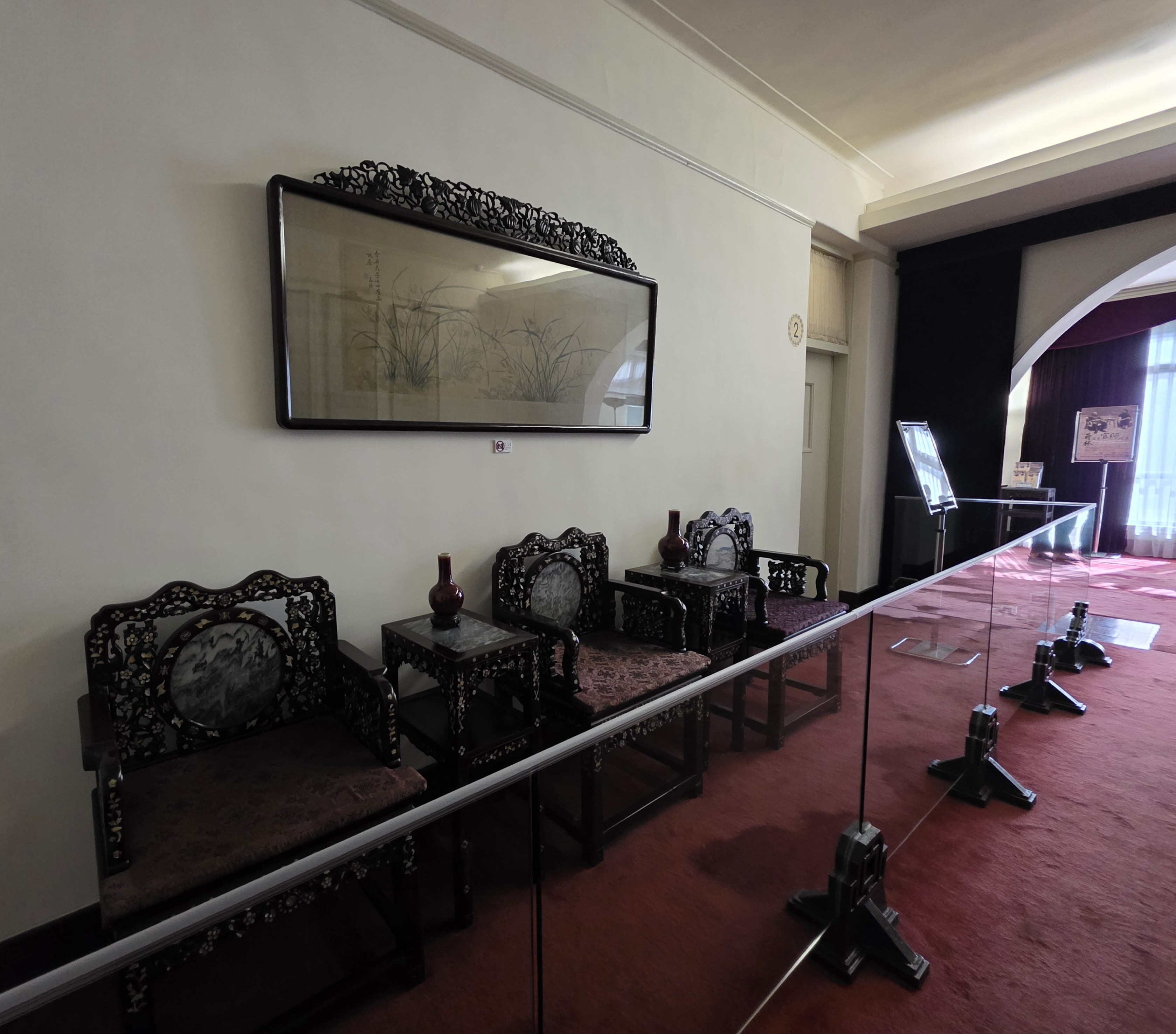
穿堂
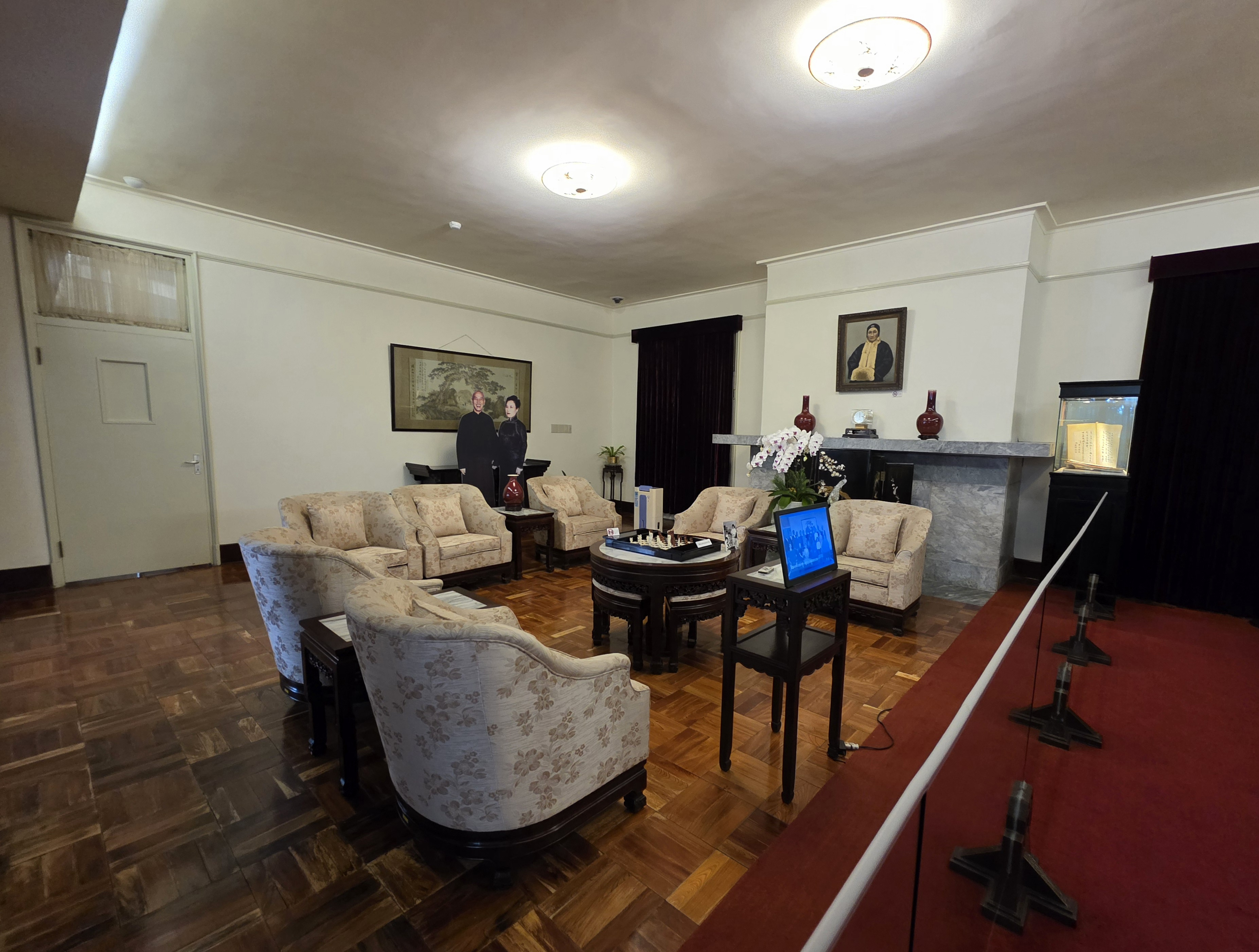
小客廳
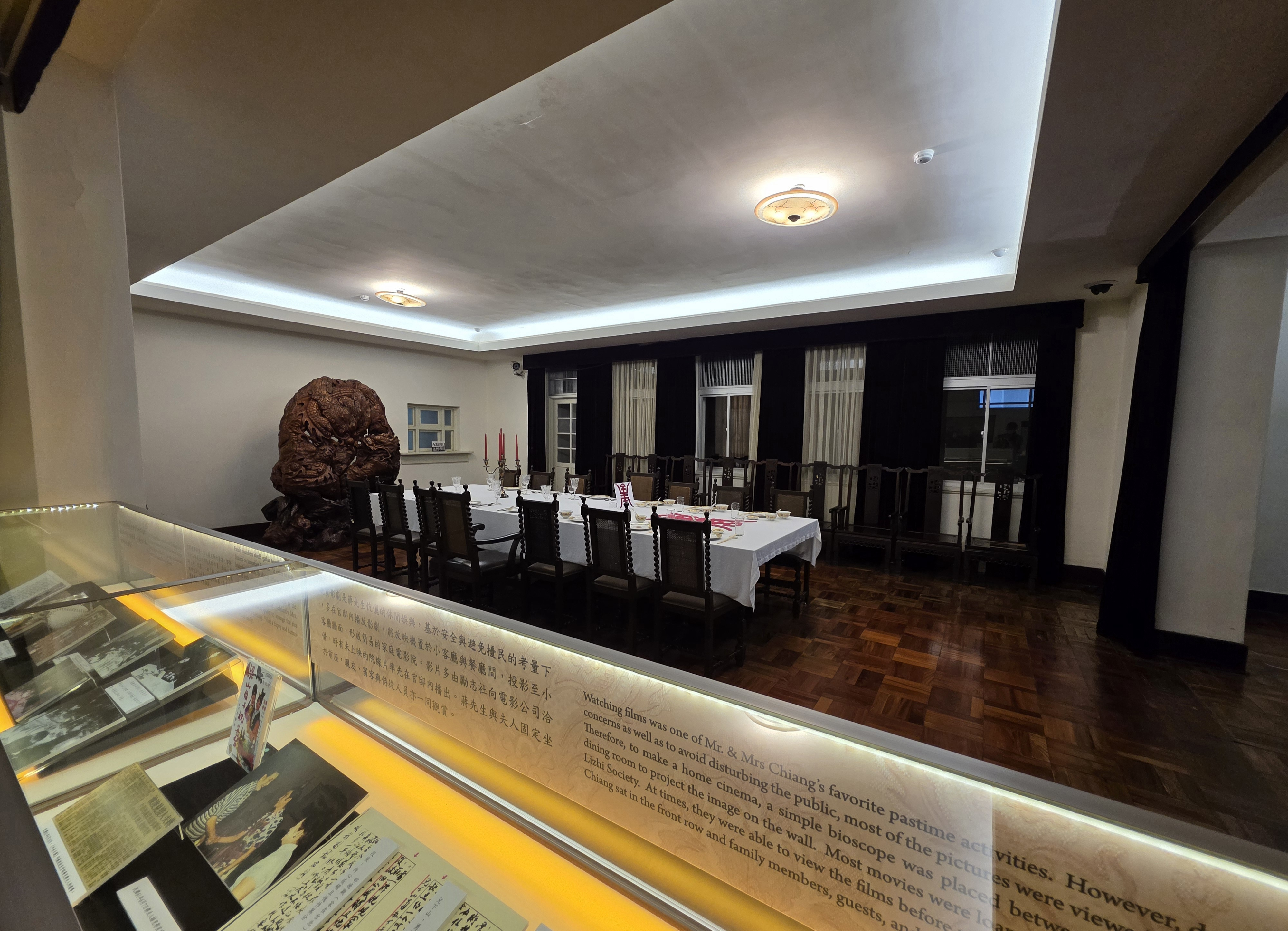
餐廳
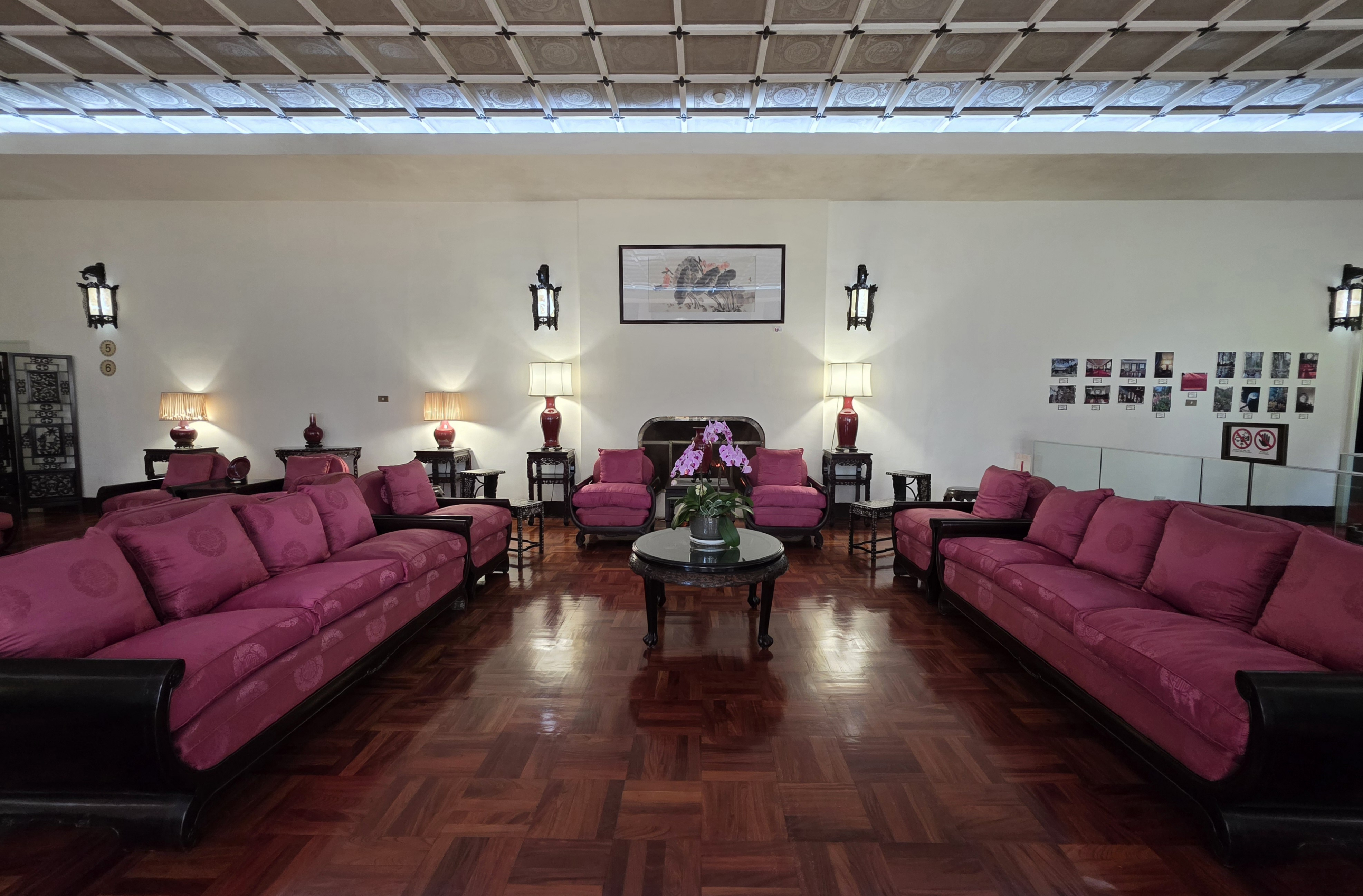
大客廳
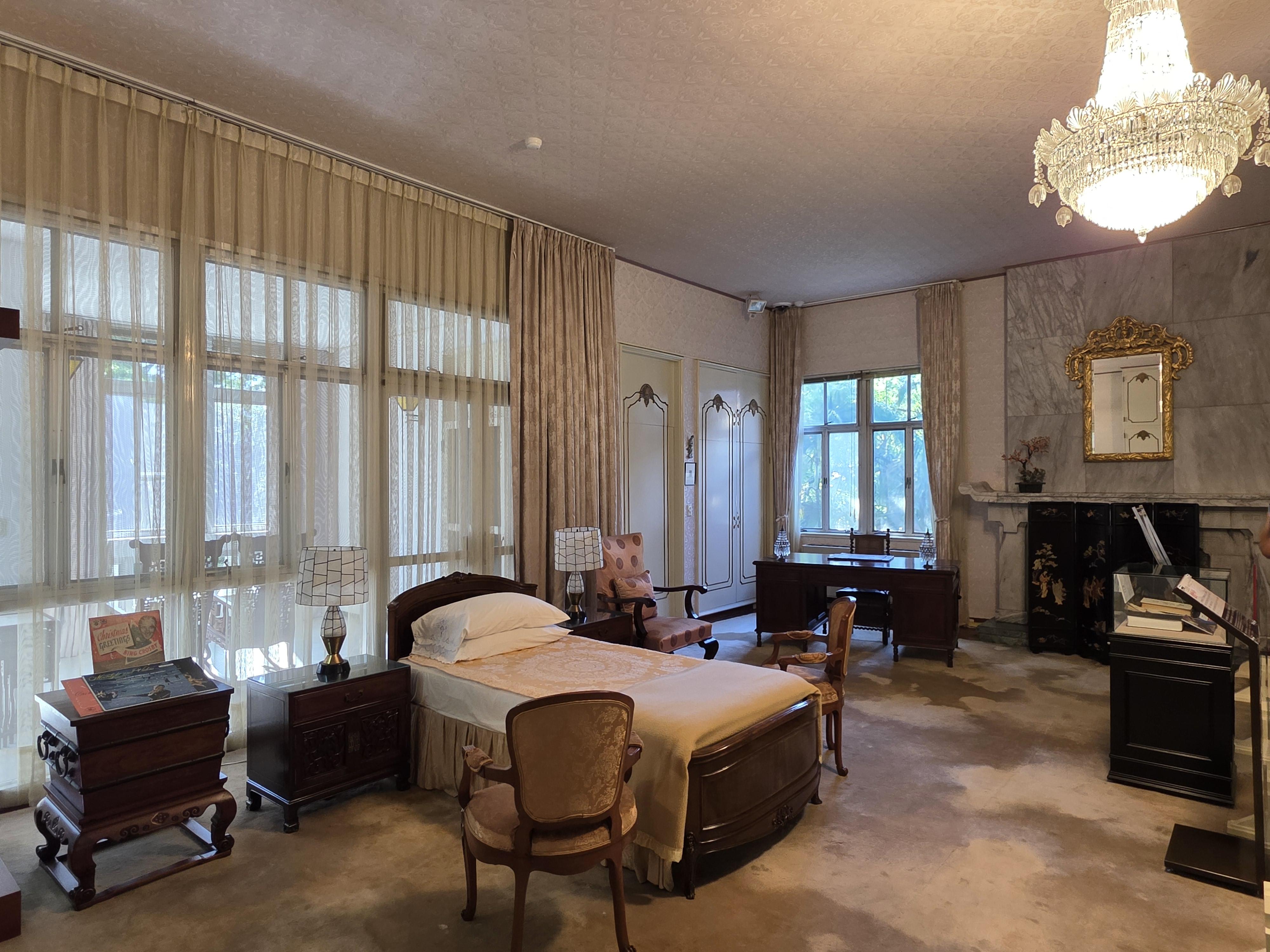
第一起居室
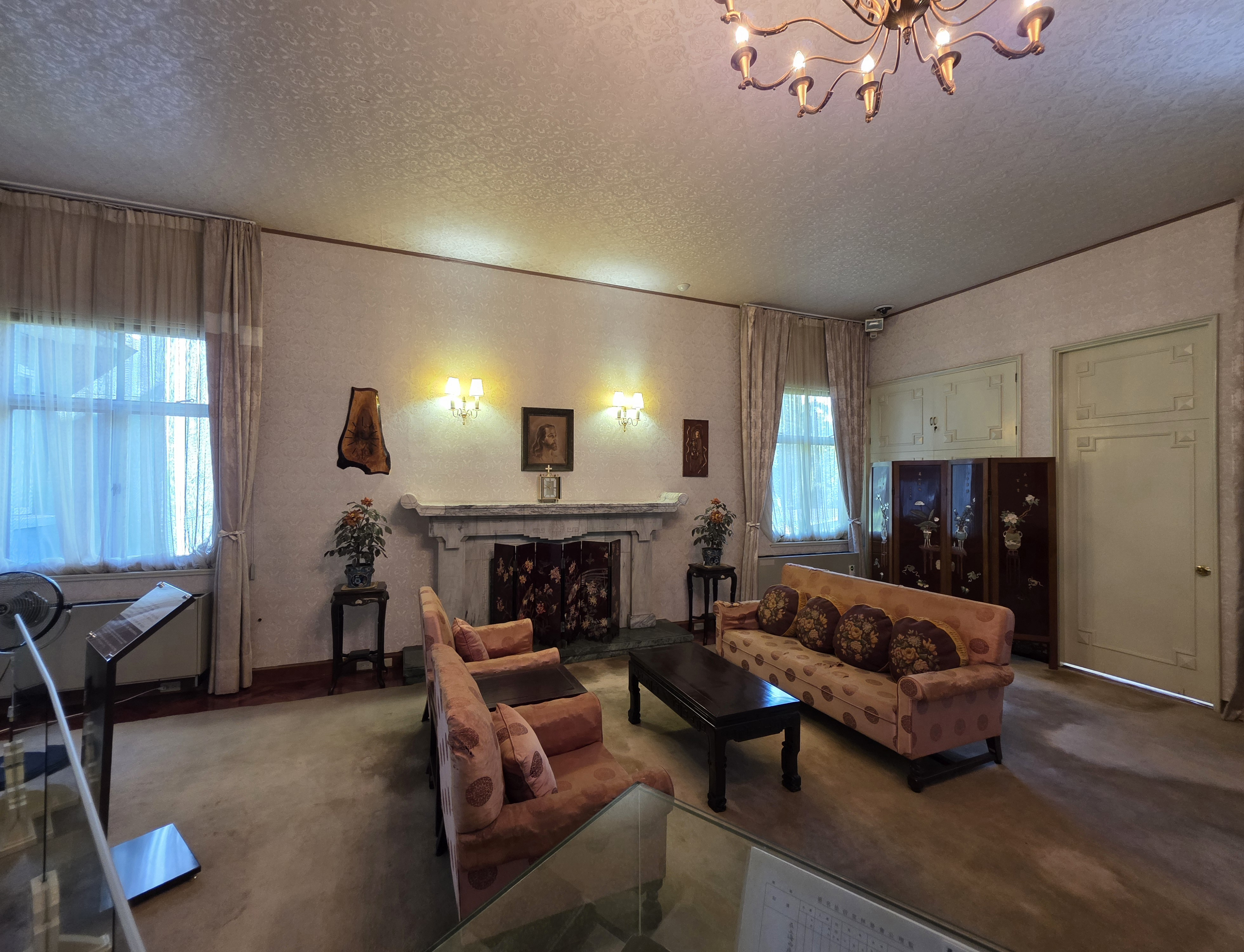
第二起居室
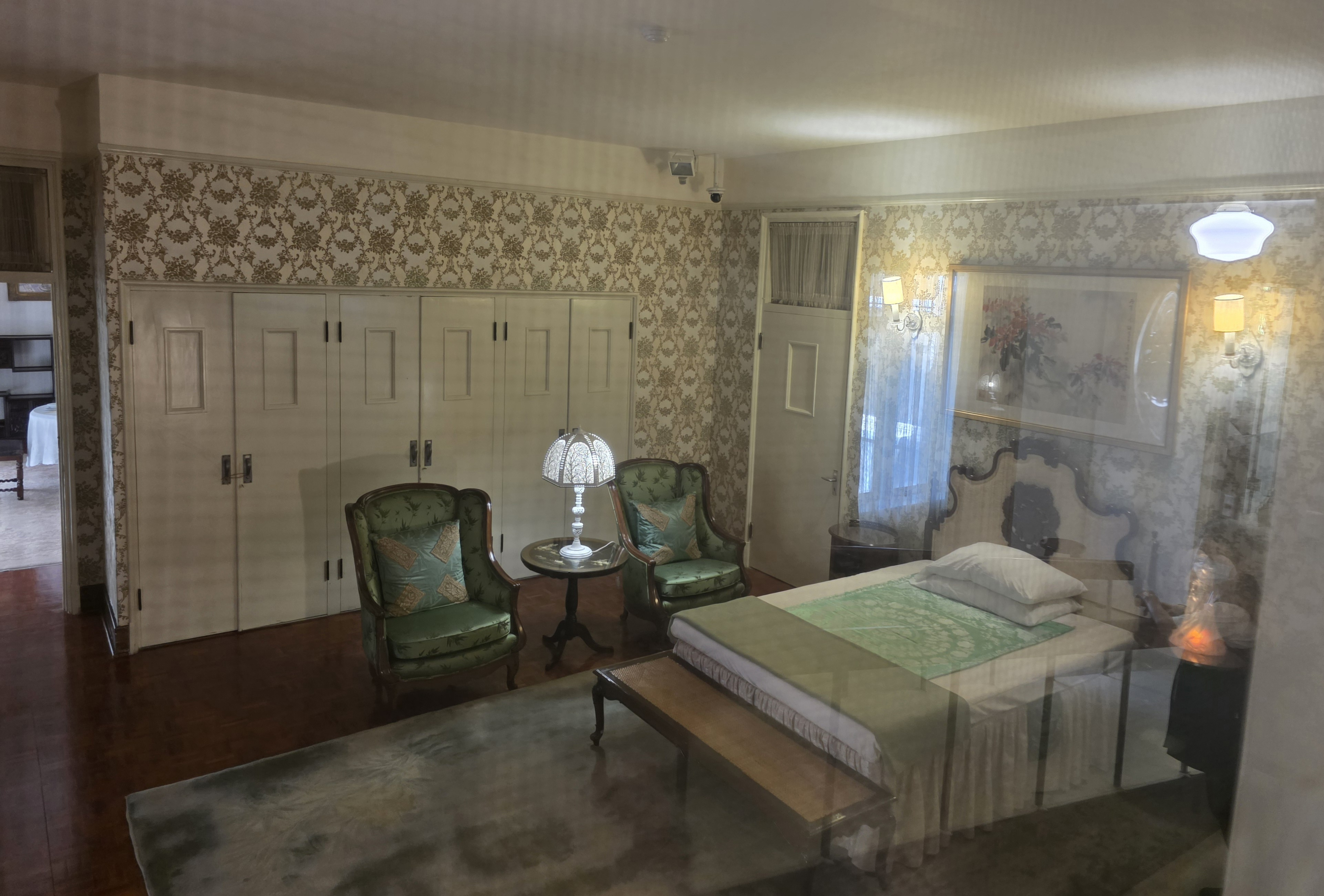
蔣夫人臥室
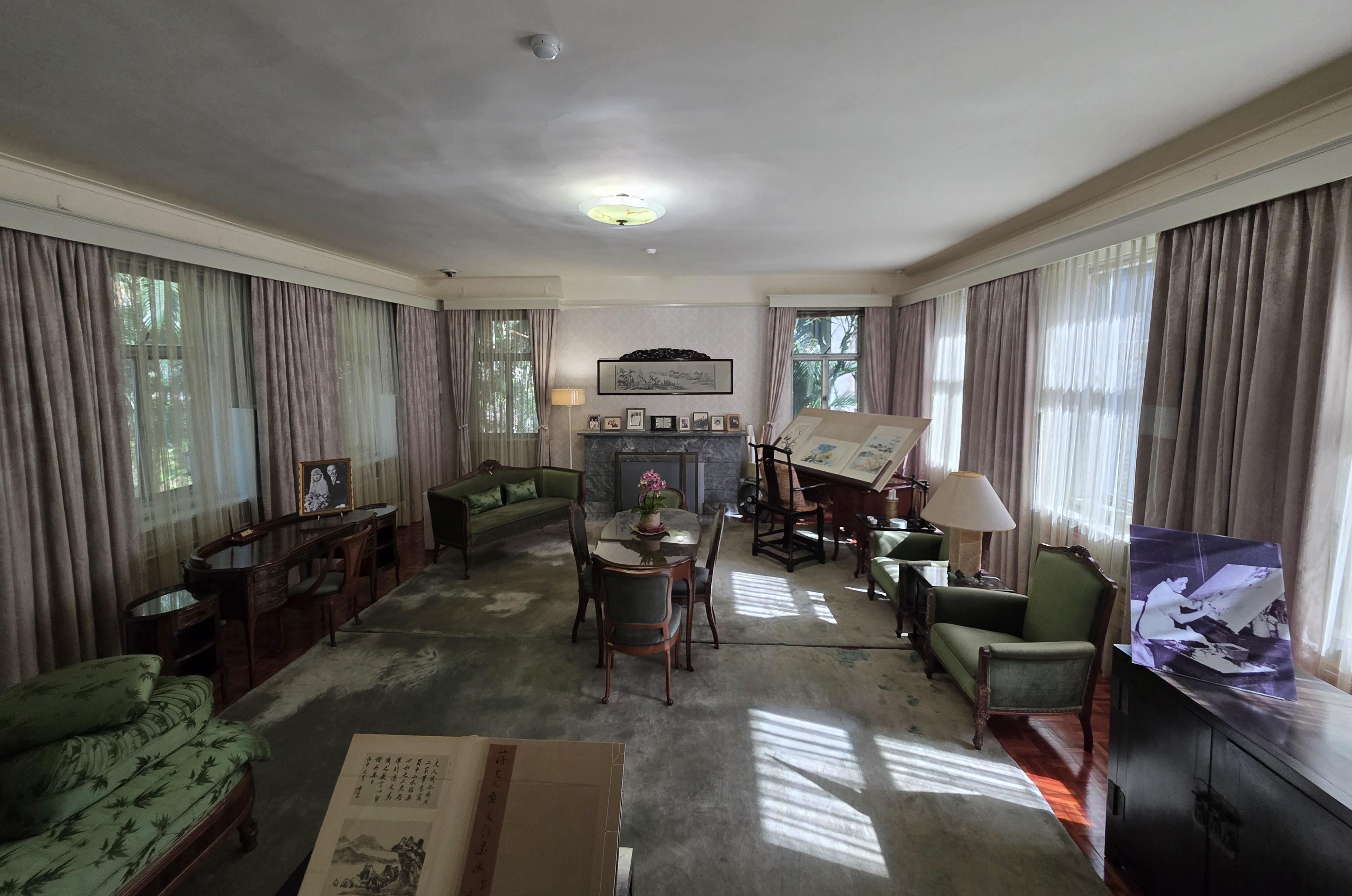
蔣夫人畫室
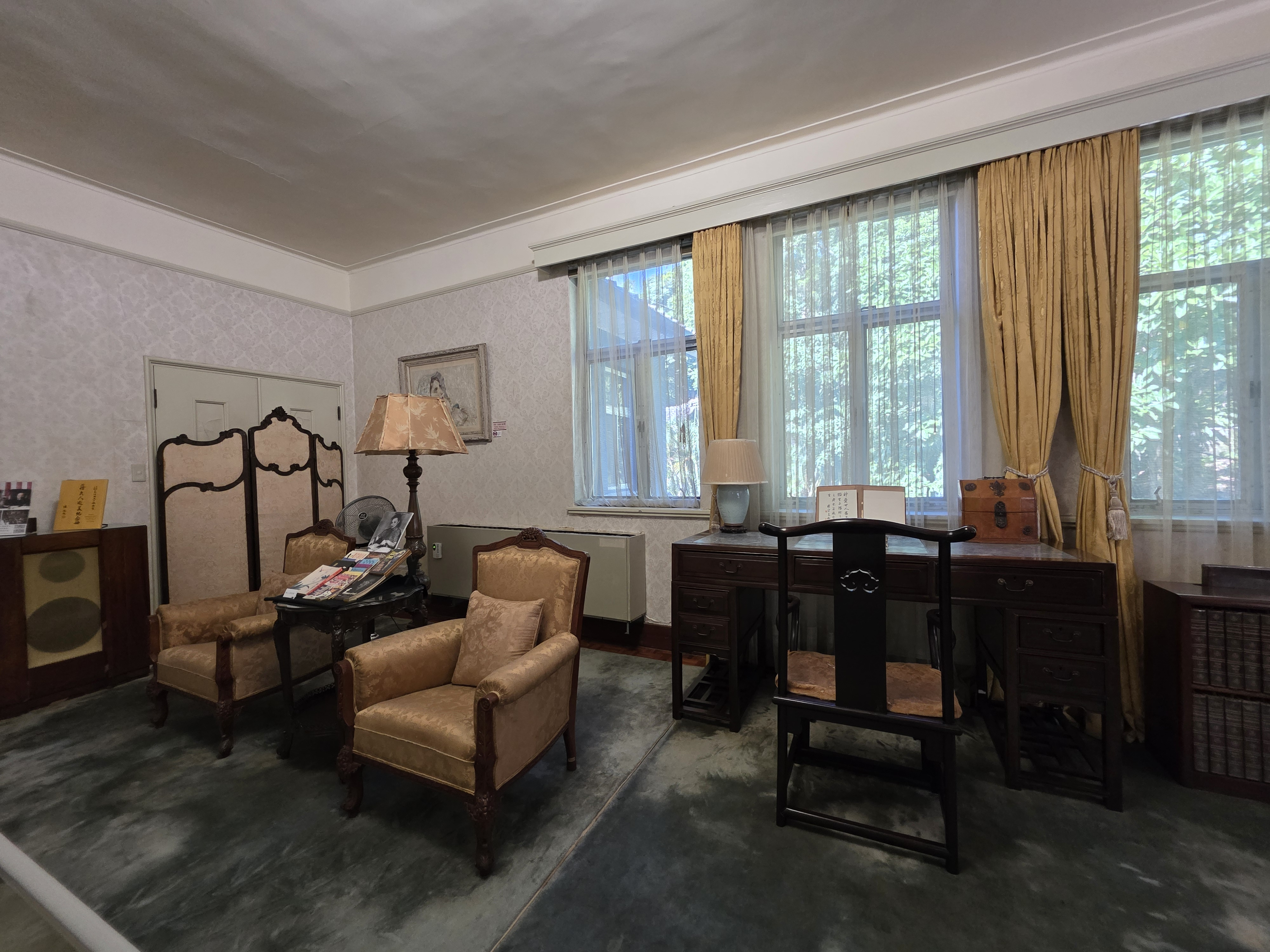
蔣夫人書房
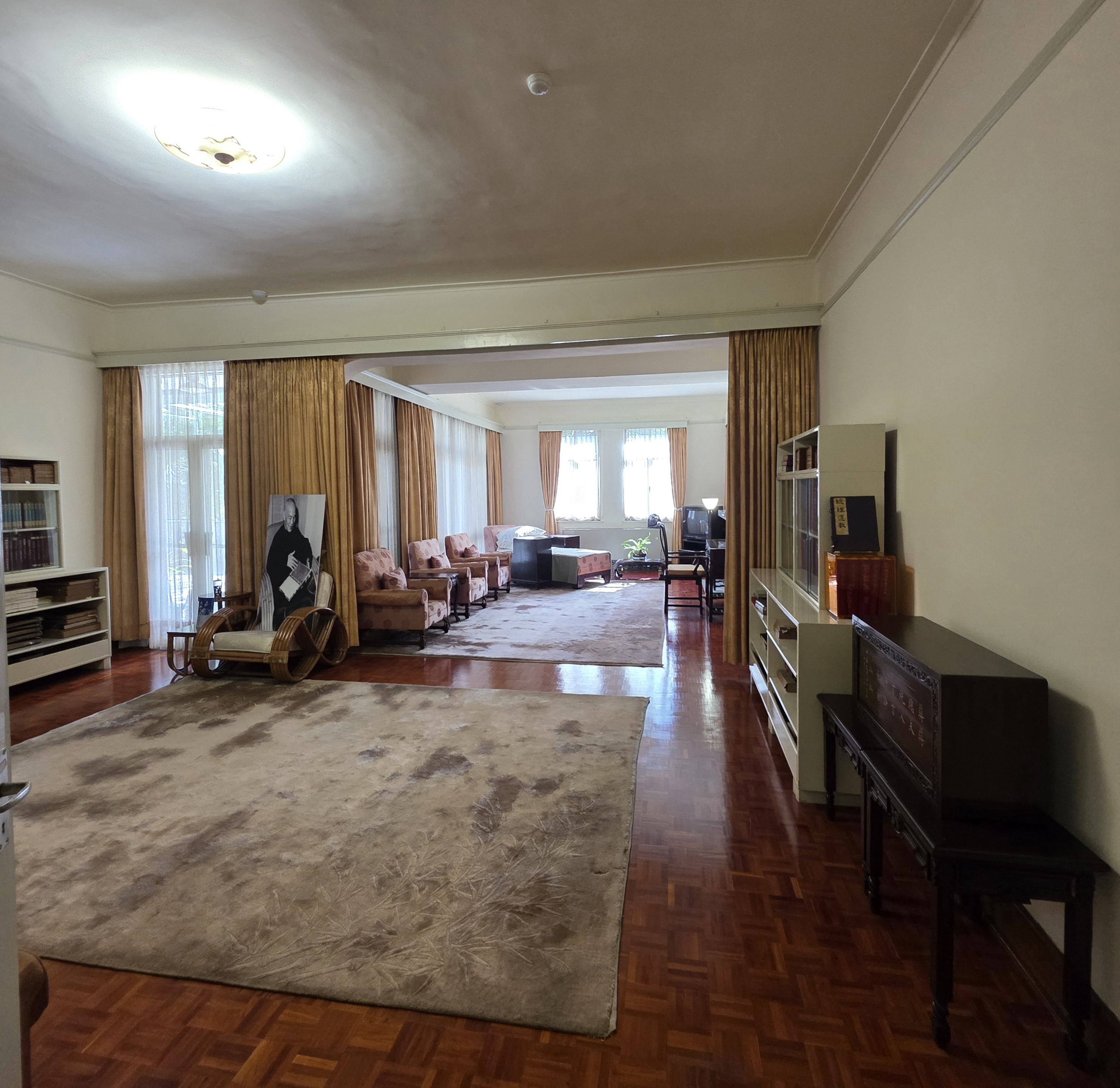
總統書房
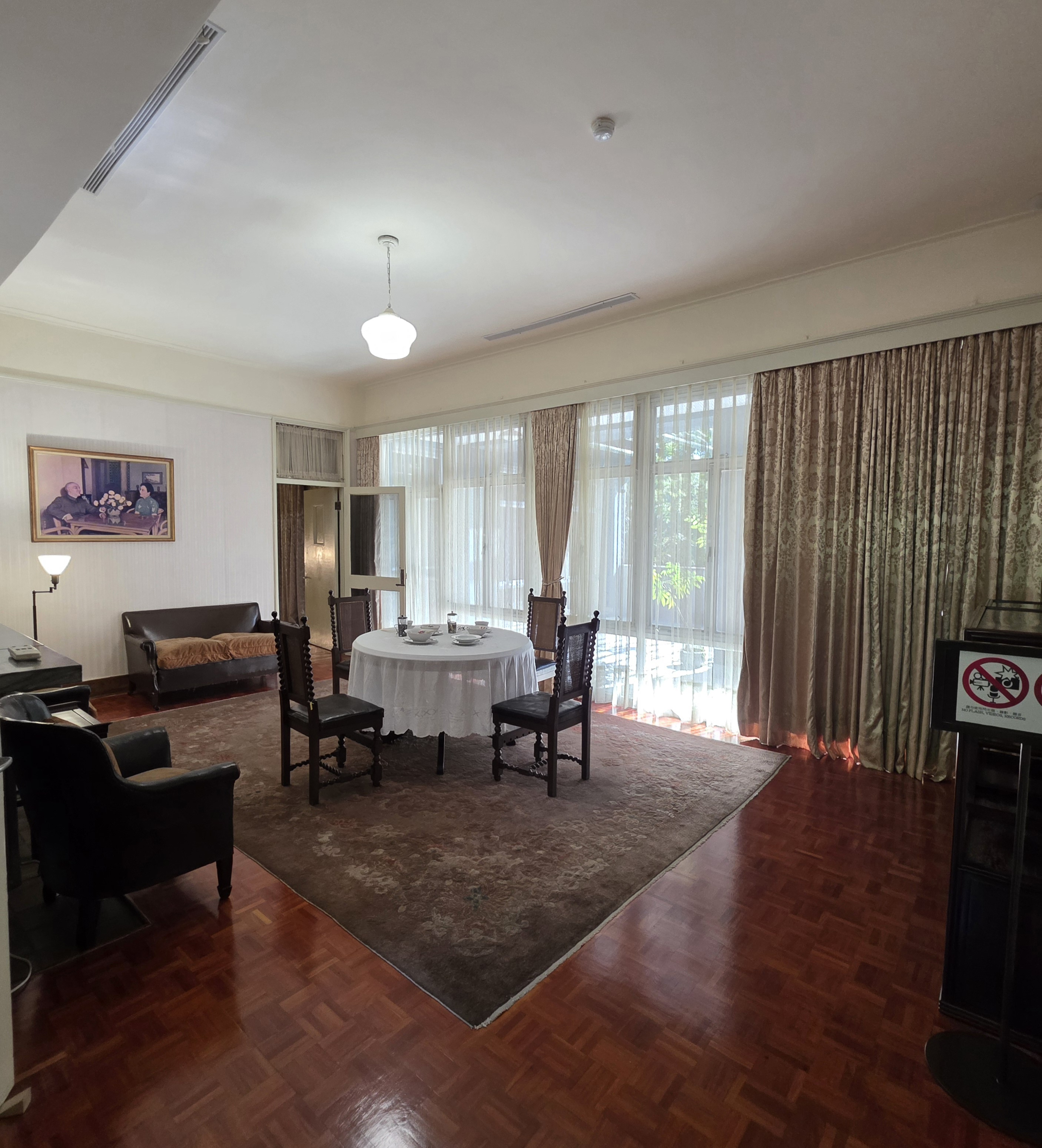
飯廳

士林官邸因鄰近周邊軍事機關與設施，加以總統官邸維安需求，納入軍事管制區，沿途設有多處碉堡，並有由竹林及雜木所構成的阻絕遮蔽帶。1987年蔣經國開放福林路軍事管制區，1996年臺北市長陳水扁將士林官邸正館以外的地區開放，供民眾參觀，之後也重新規劃了大門及廣場。2011年，臺北市長郝龍斌開放正館參觀。

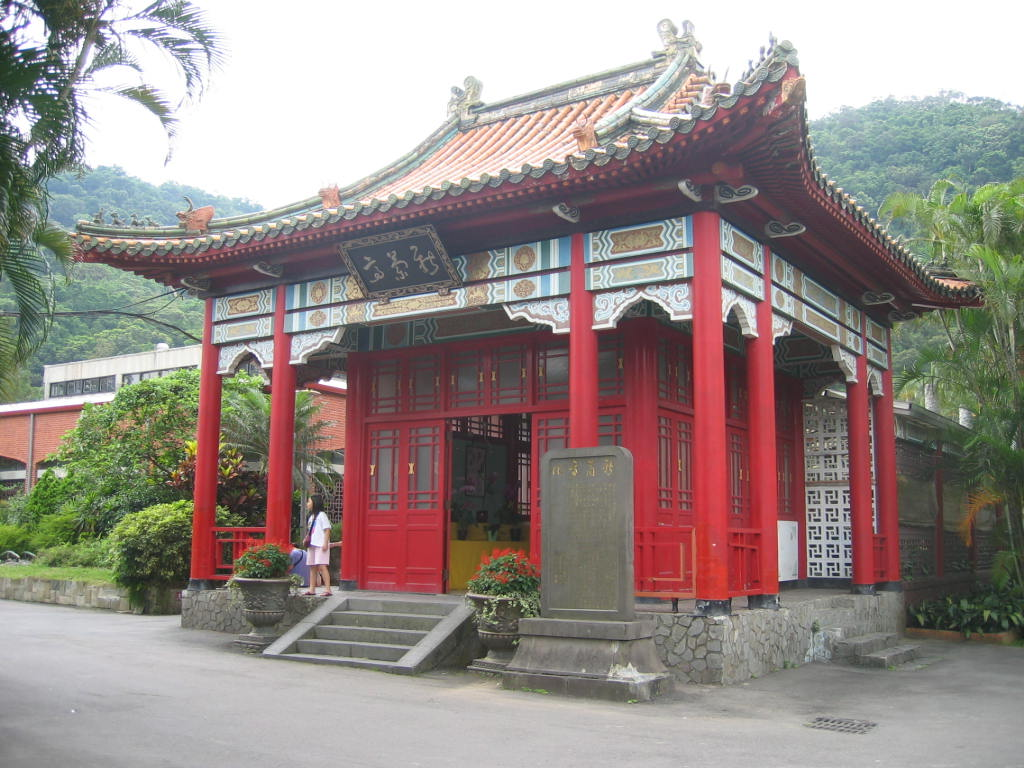
新蘭亭
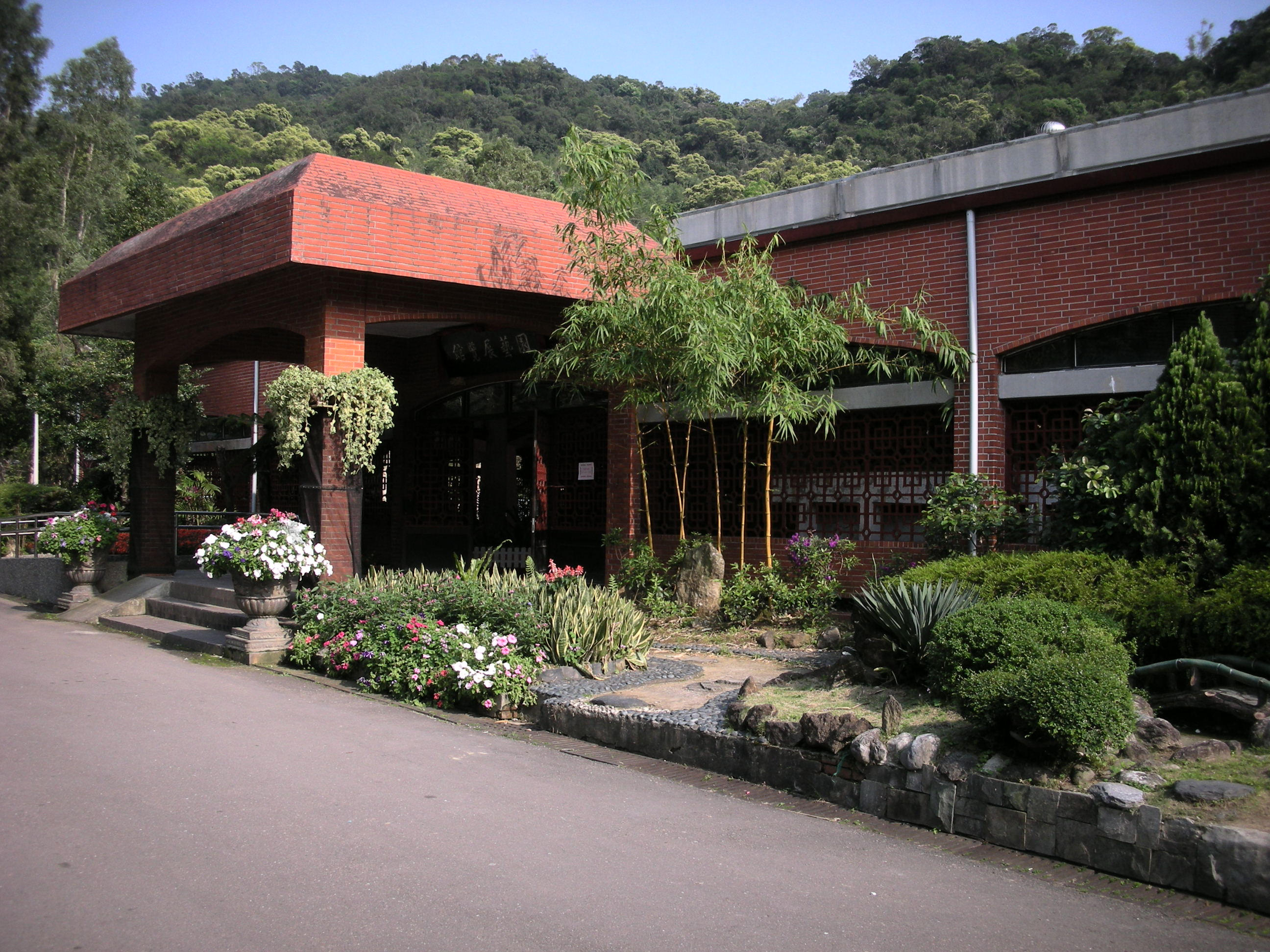
園藝展覽館
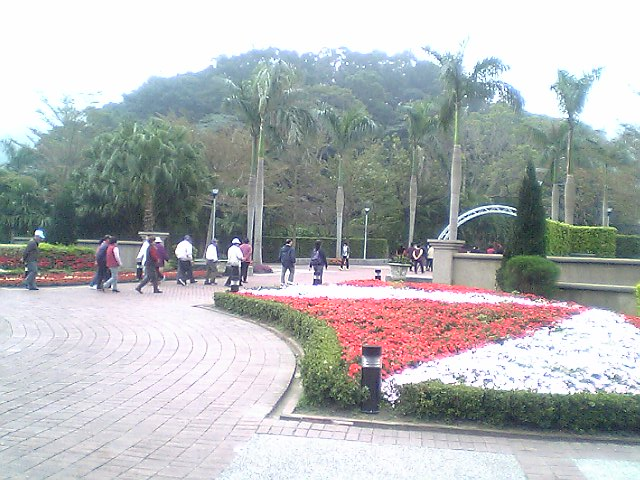
士林官邸大門
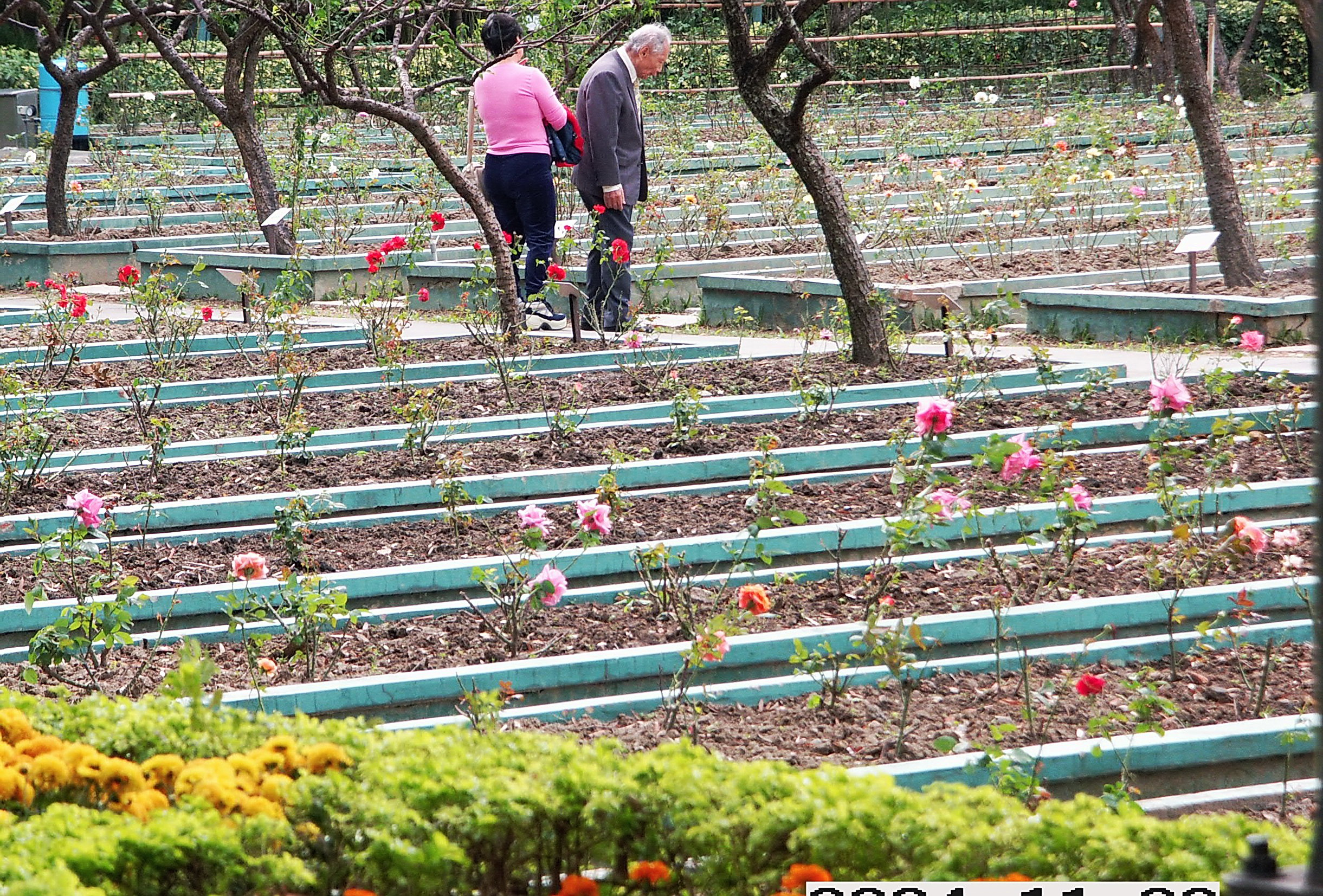
玫瑰園
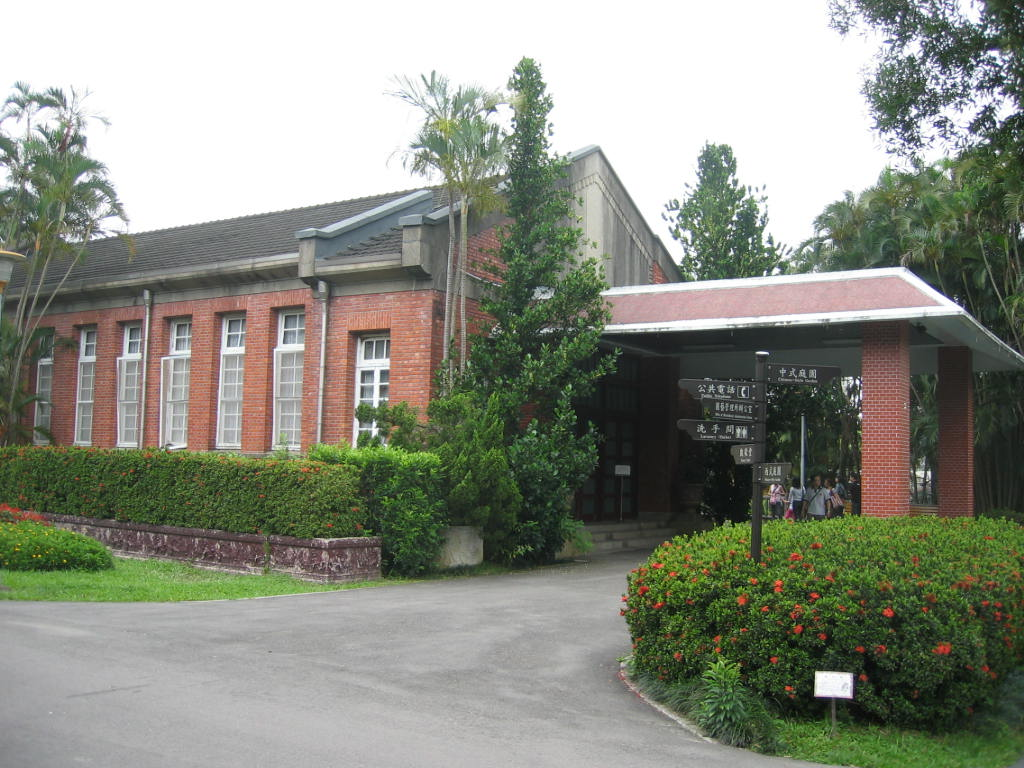
凱歌堂
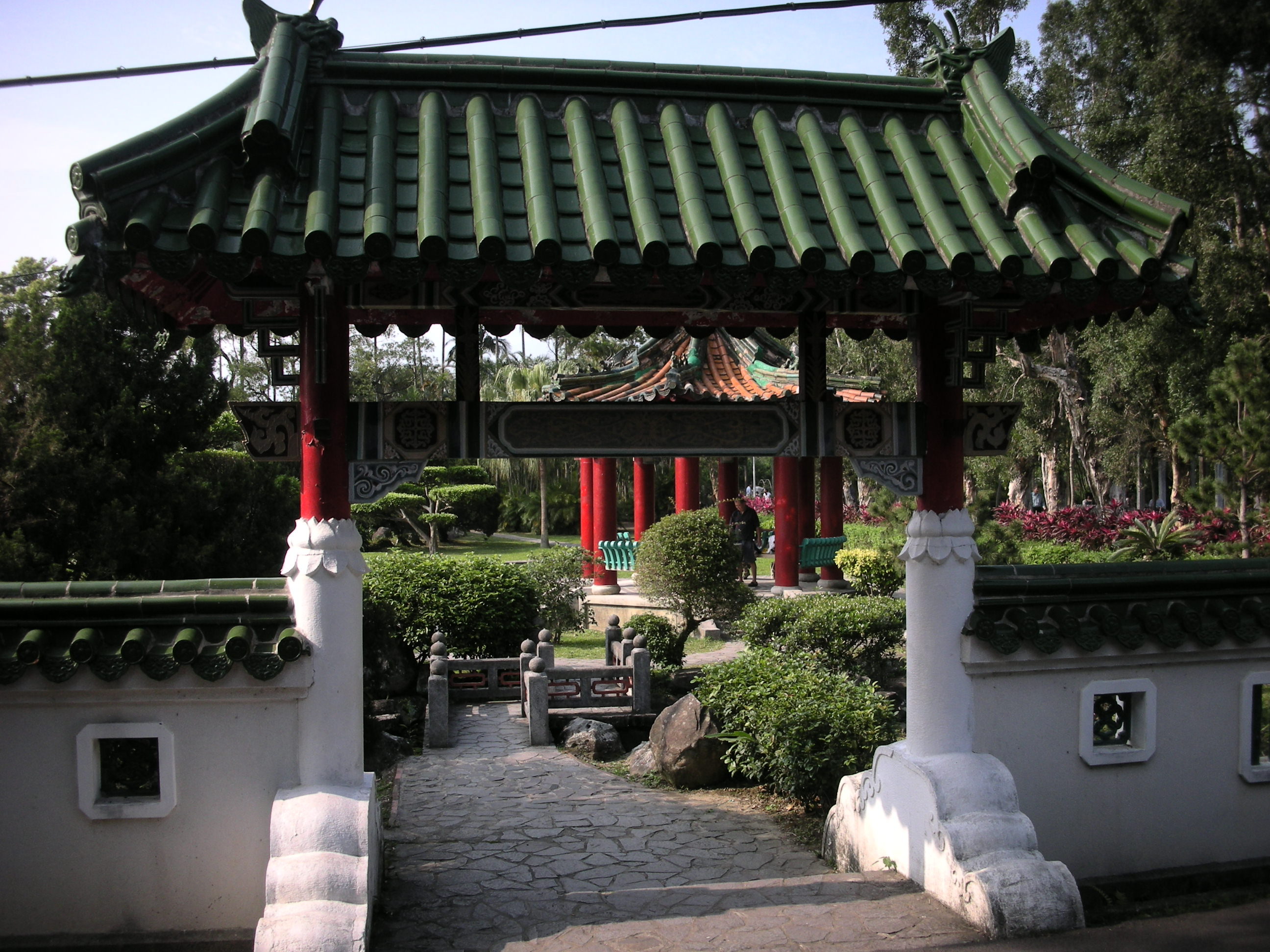
中式庭園
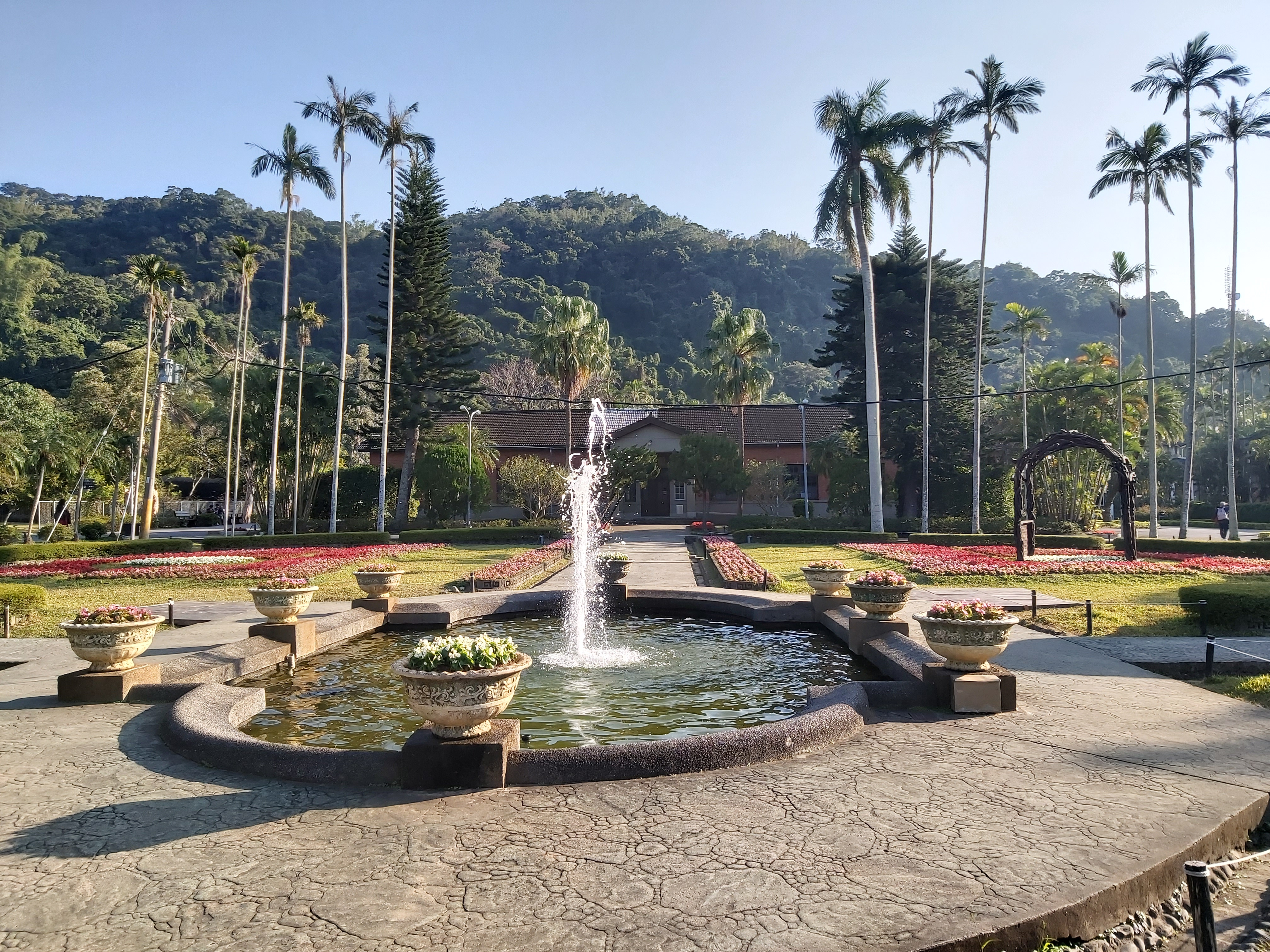
西式庭園
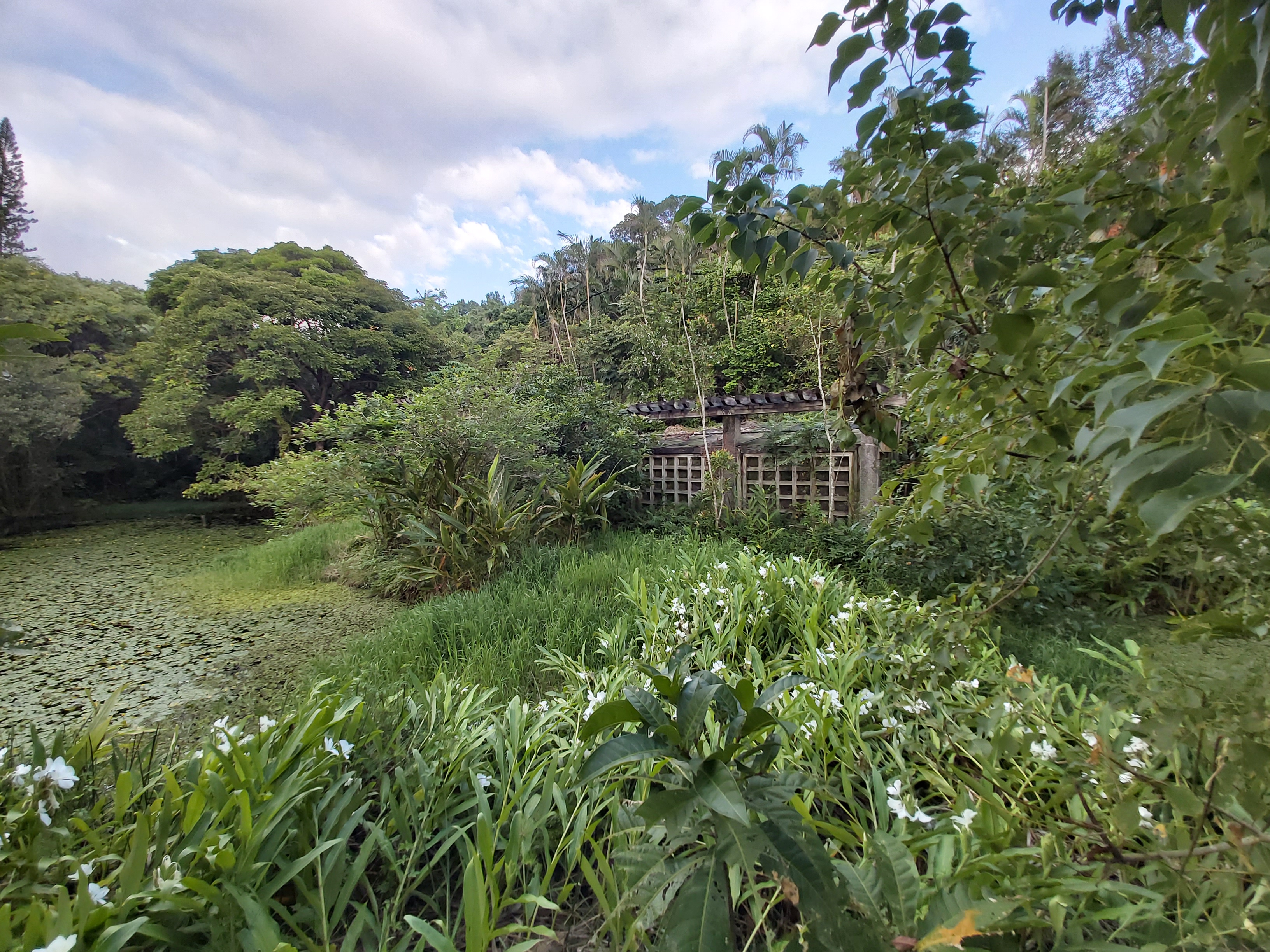
生態園（舊菜園）
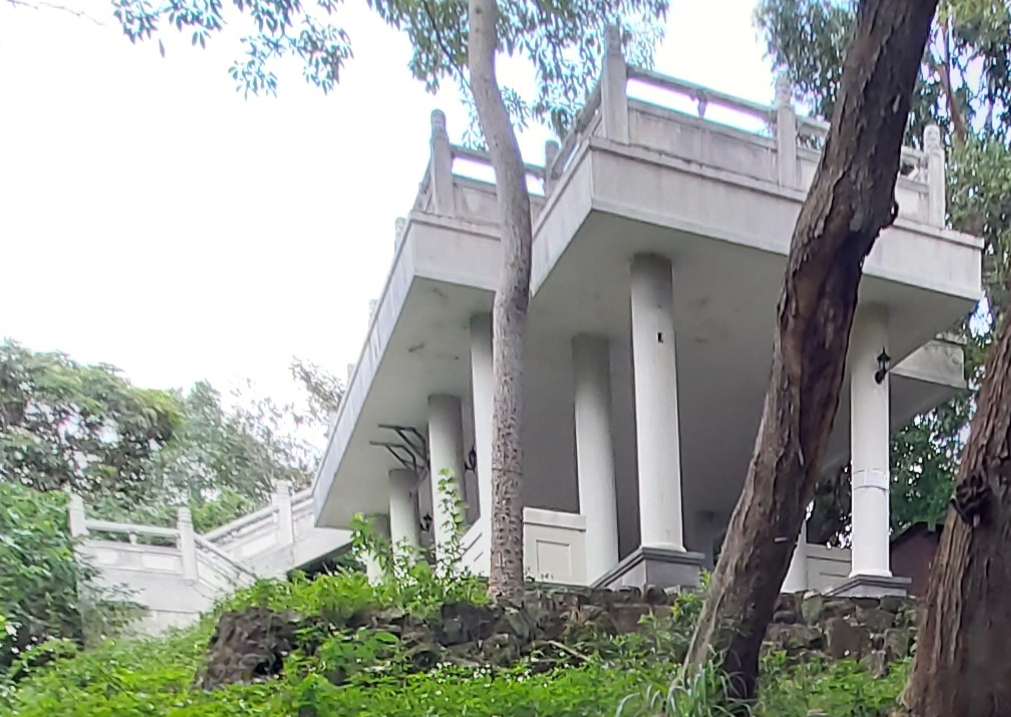
慈雲亭

## 設施

### 官邸寓所
士林官邸的古蹟範圍包括了「正館」、「招待所」、「凱歌堂」、「慈雲亭」四處。「正館」及「招待所」合稱為「正房」，正館為二層樓洋式住宅，南京總統官邸憩廬的「復刻版」，但座向與外觀顏色均異於憩廬。士林官邸坐南朝北、外牆墨綠，過去為總統蔣中正與夫人蔣宋美齡的住所，現列為國定古蹟，於2010年10月從公園處移交台北市政府文化局管理，2011年1月2日開放。正房旁有「凱歌堂」，興建於1950年，外觀為紅瓦，是蔣中正夫婦做禮拜的教堂。1963年，蔣中正為紀念母親在官邸園區內小丘上興建「慈雲亭」，是官邸園區中地勢最高的地點，該亭第二層過去可遠眺七星山及士林老街，亭下的三條步道皆佈有密集的崗哨、地道或置砲處，亭旁有一清代平埔族女性墓葬，在官邸未開放的年代，蔣中正破例讓其後人在清明節能進入禁區內掃墓。

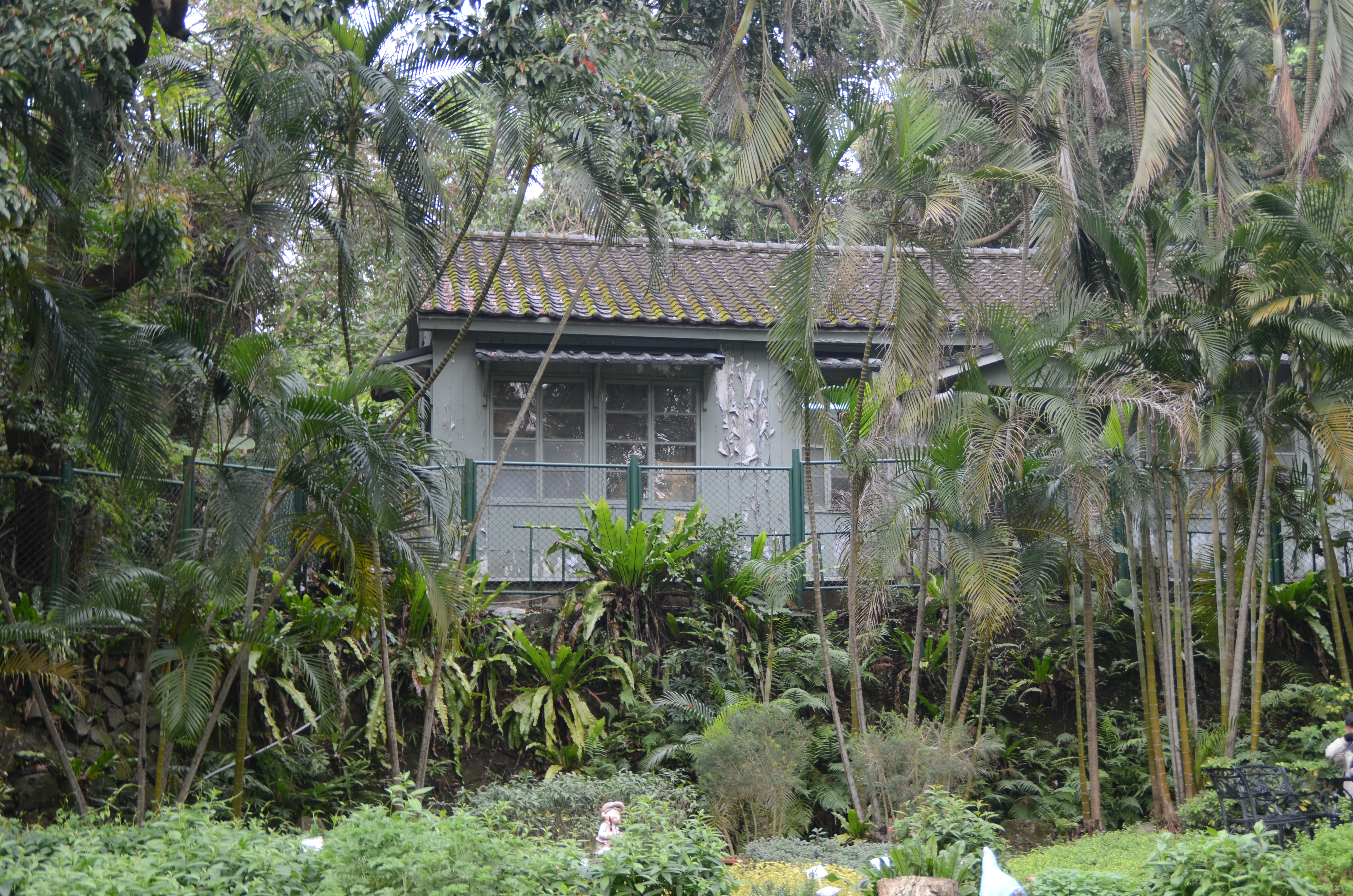
招待所
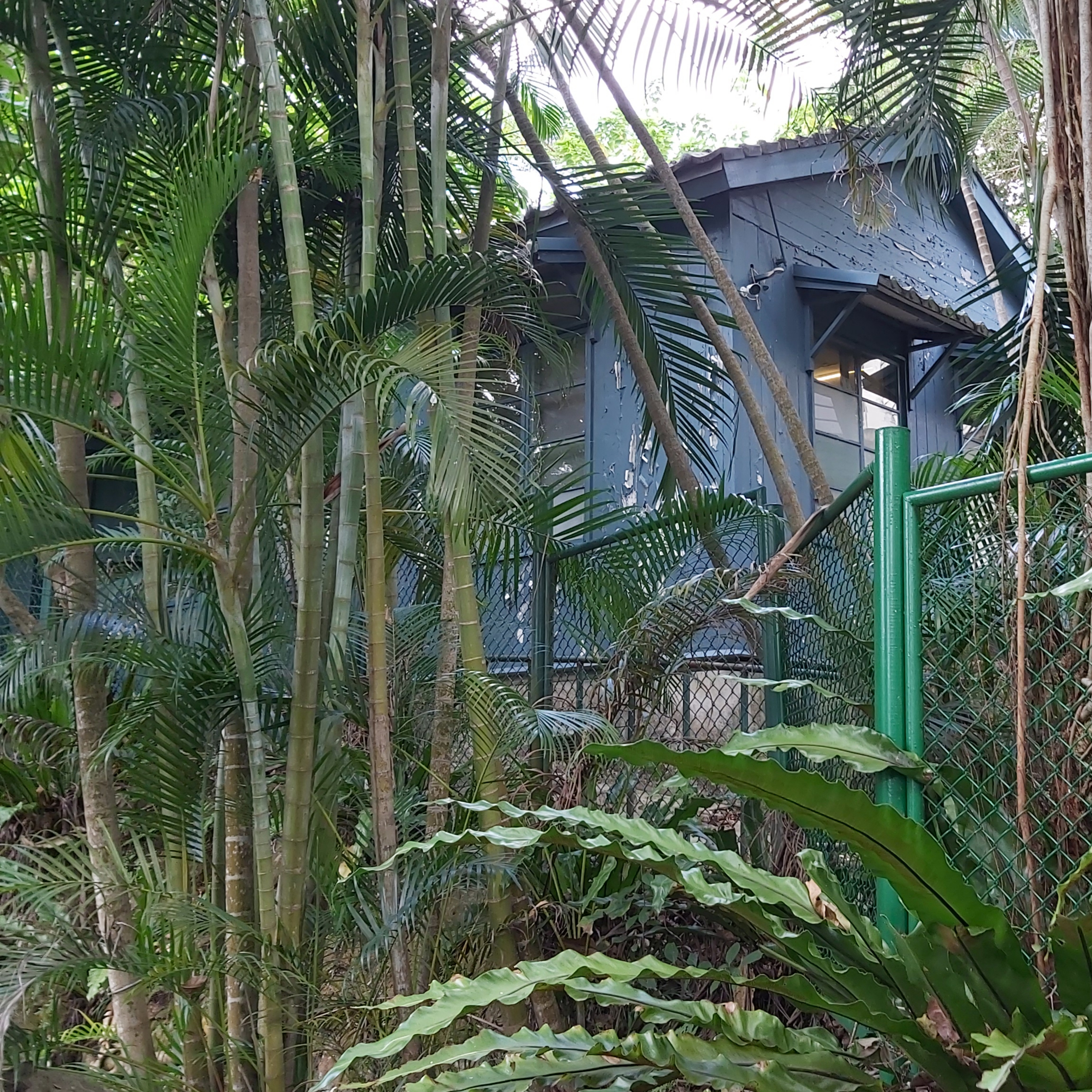
招待所營房
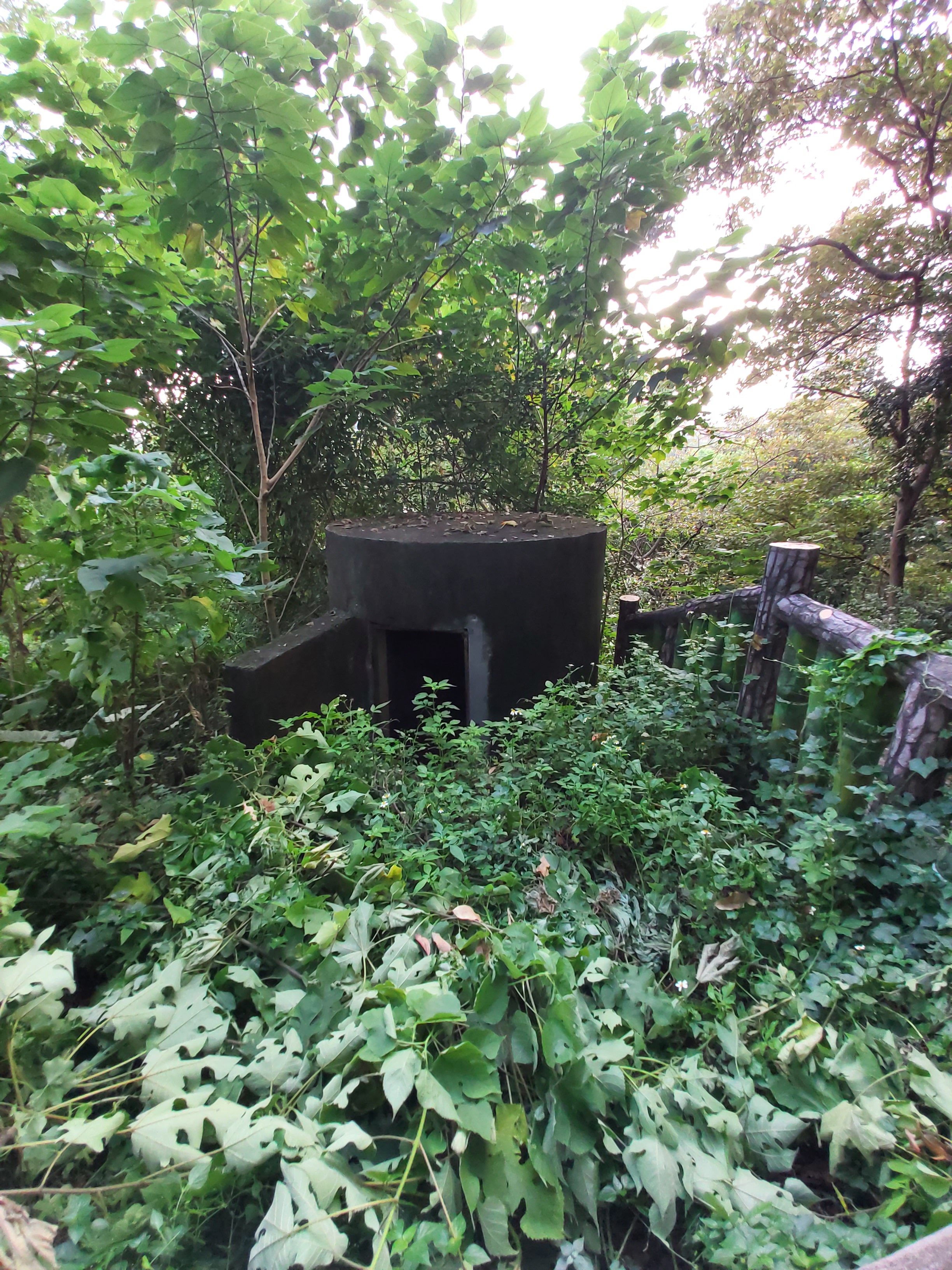
碉堡
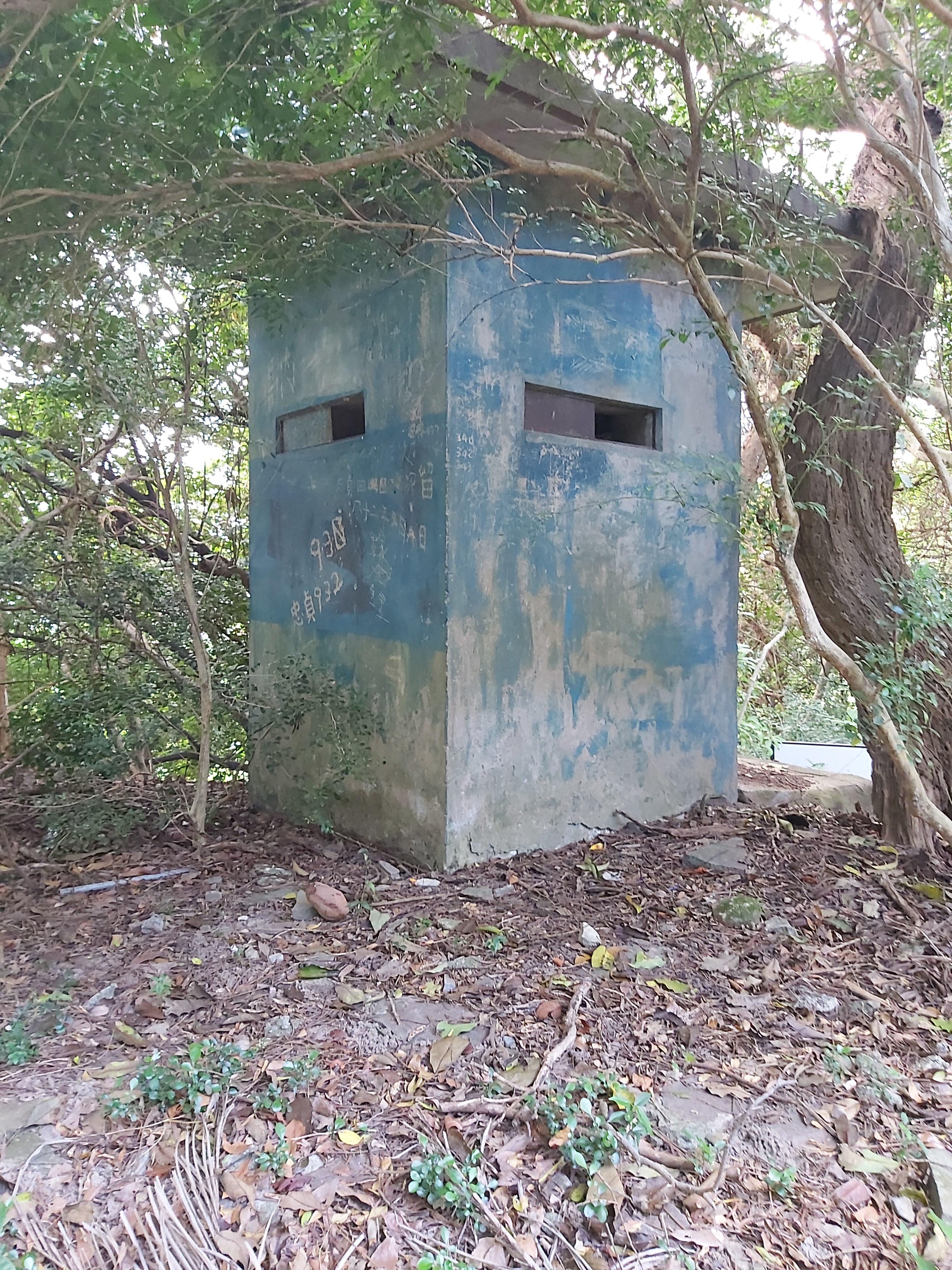
慈雲亭哨所
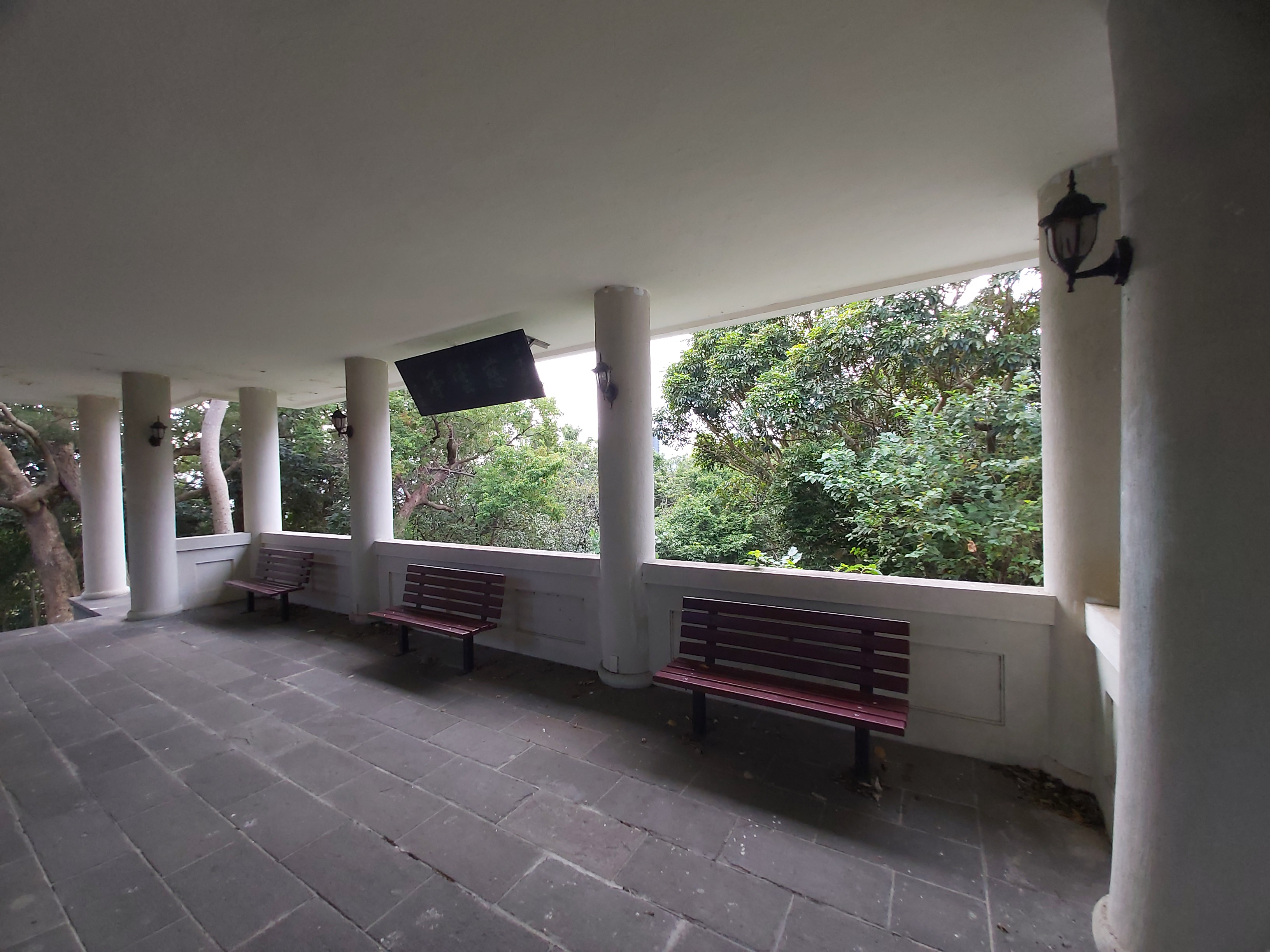
慈雲亭席間
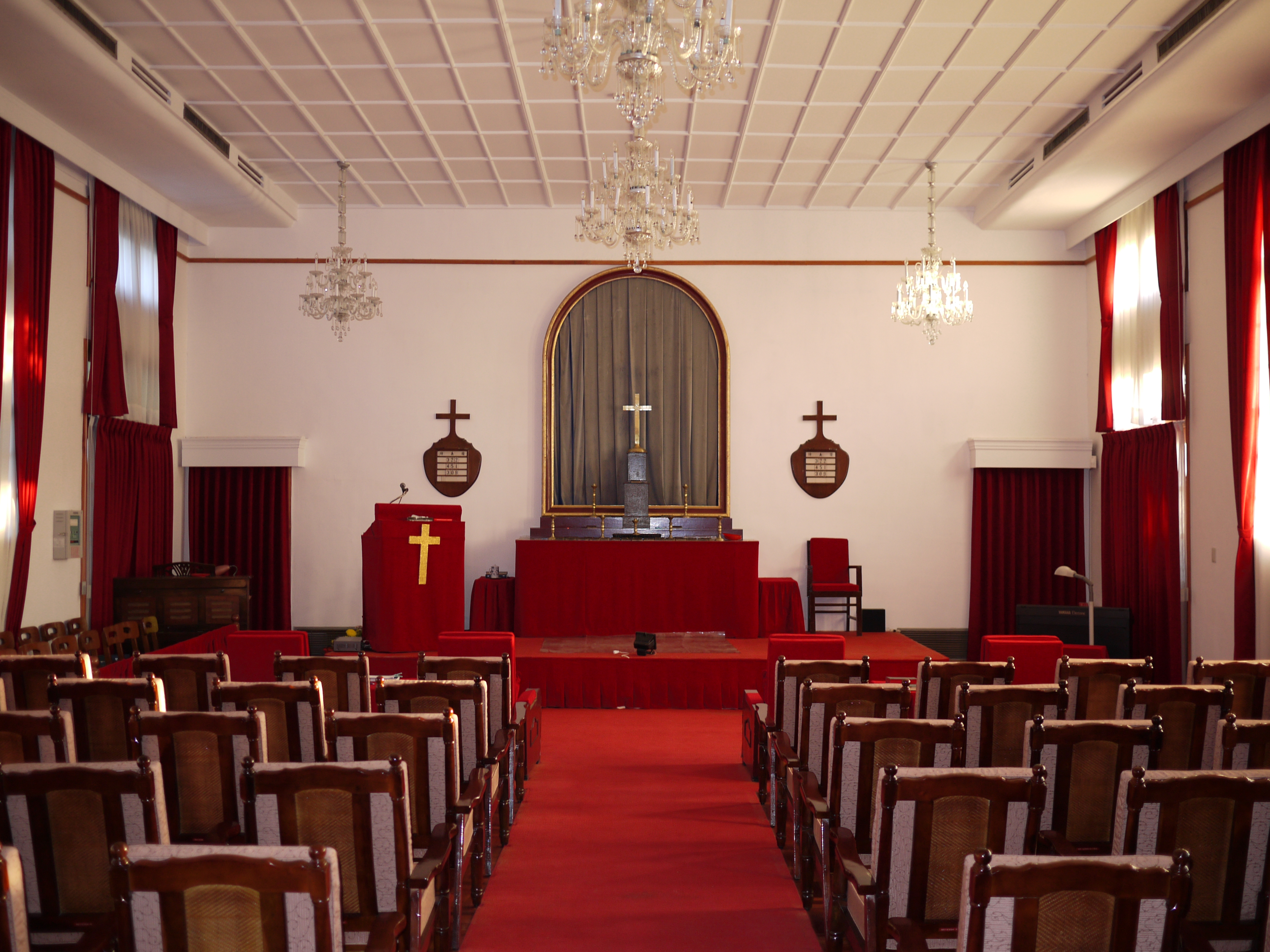
凱歌堂室內
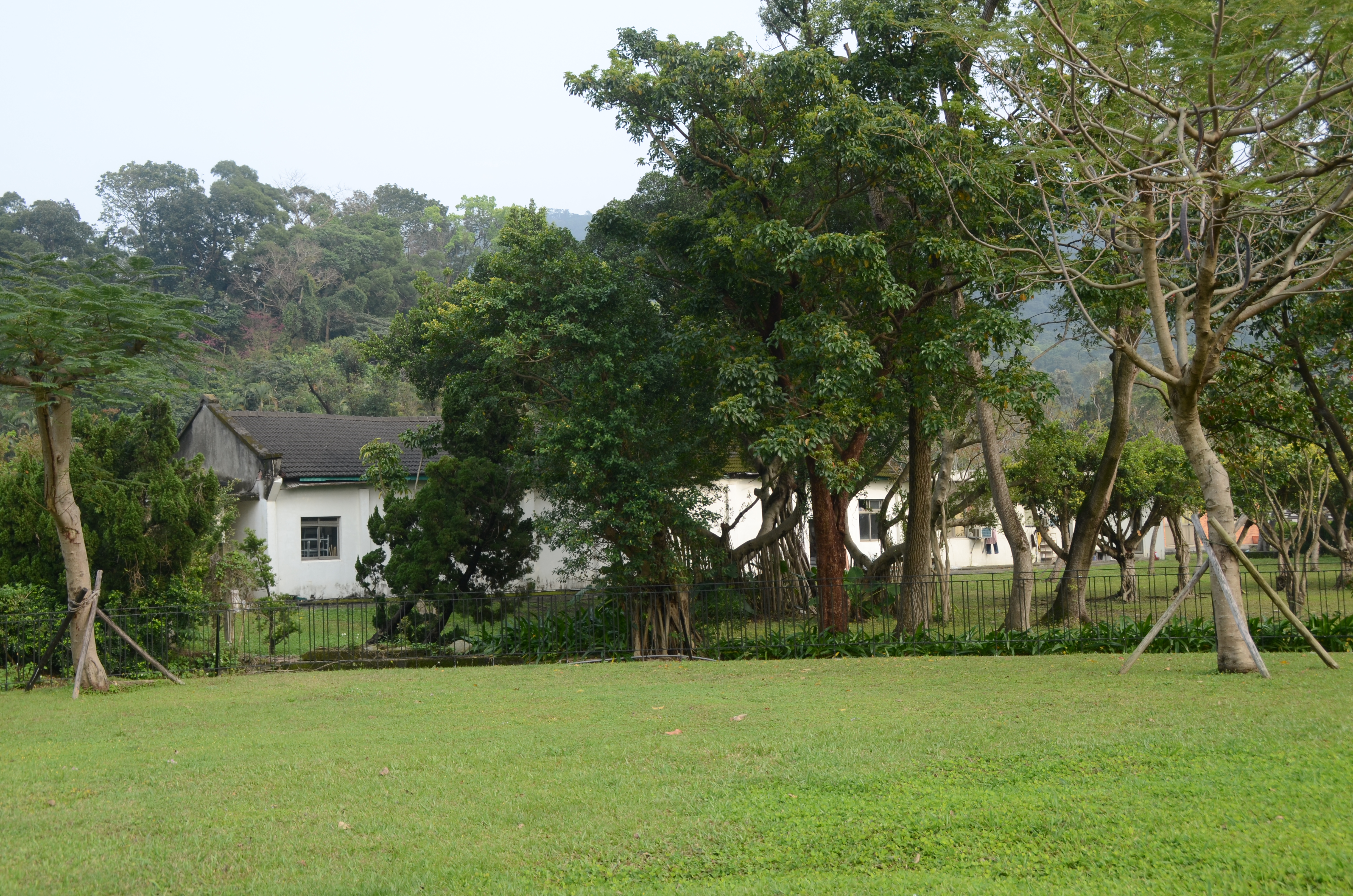
營房
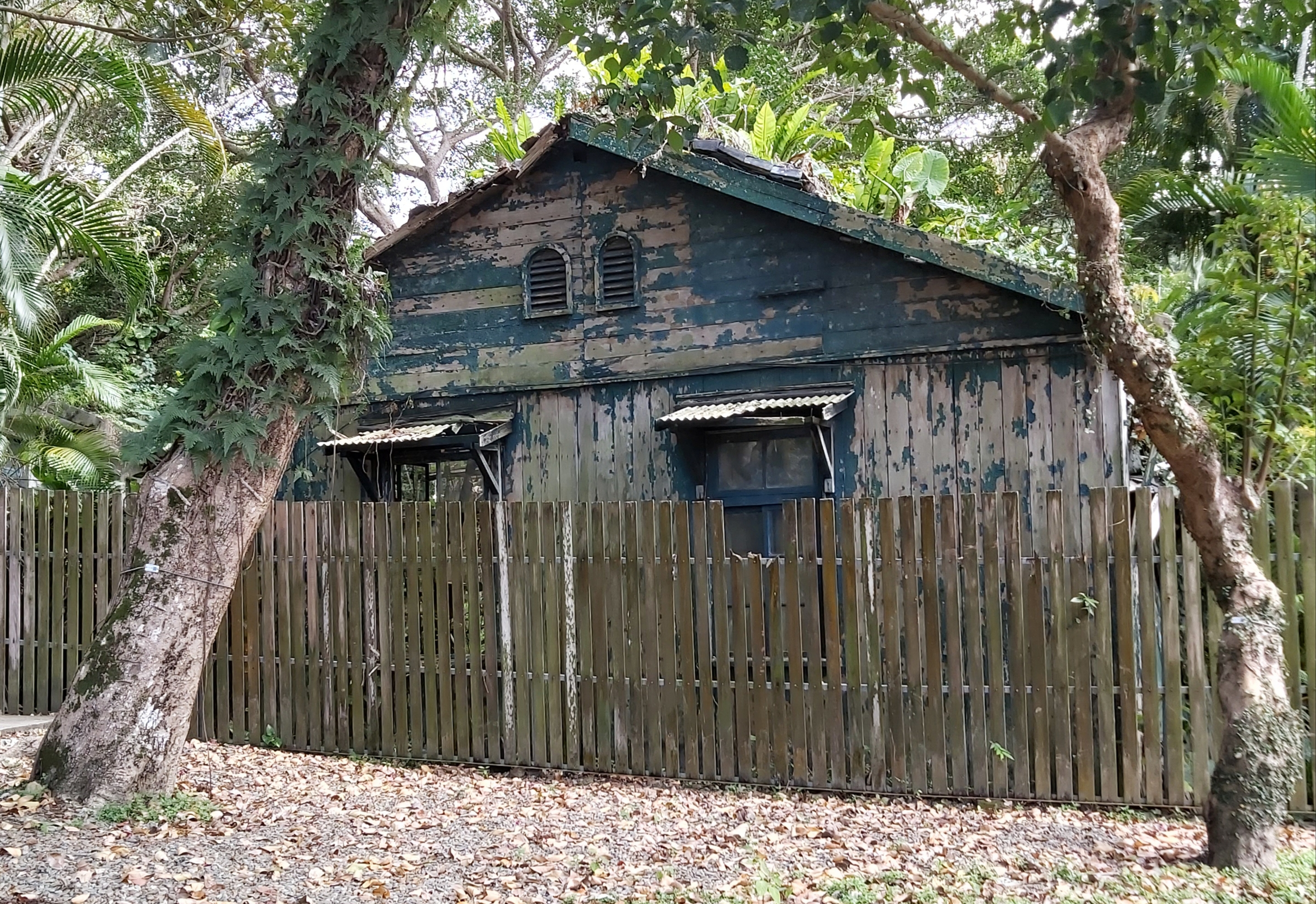
營房
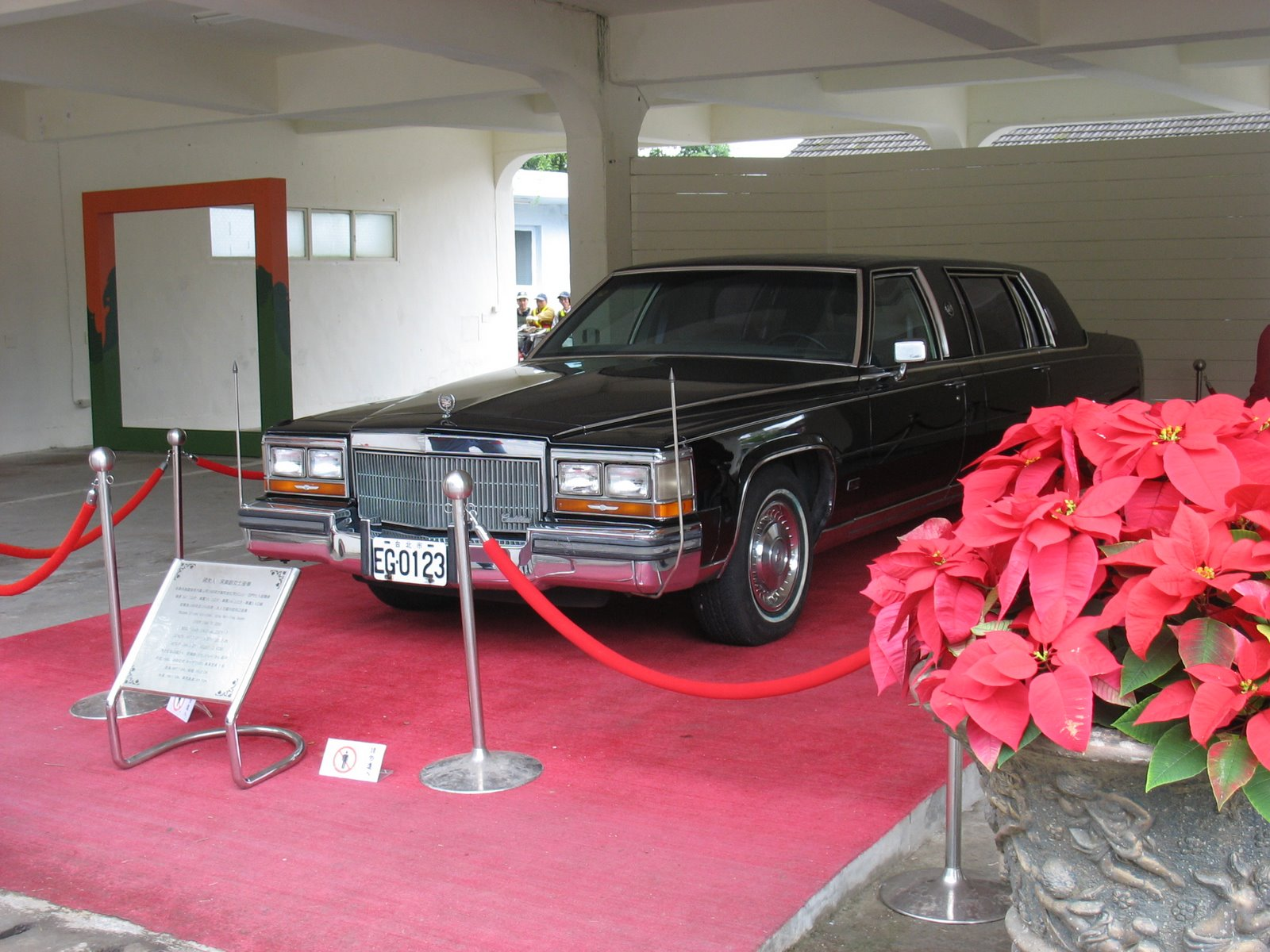
蔣宋美齡座駕

### 張羣故居
士林官邸園區南側的「張羣故居」是前行政院院長、總統府秘書長張羣的寓所，興建於1977年，由王大閎所設計，2014被登錄為臺北市市定古蹟。建物四周為挑高的迴廊，外部為鋼筋混凝土柱廊，採用清水磚、斬石子及空心磚（壽字）等材料，原佣人房及儲藏室設有採光天井。

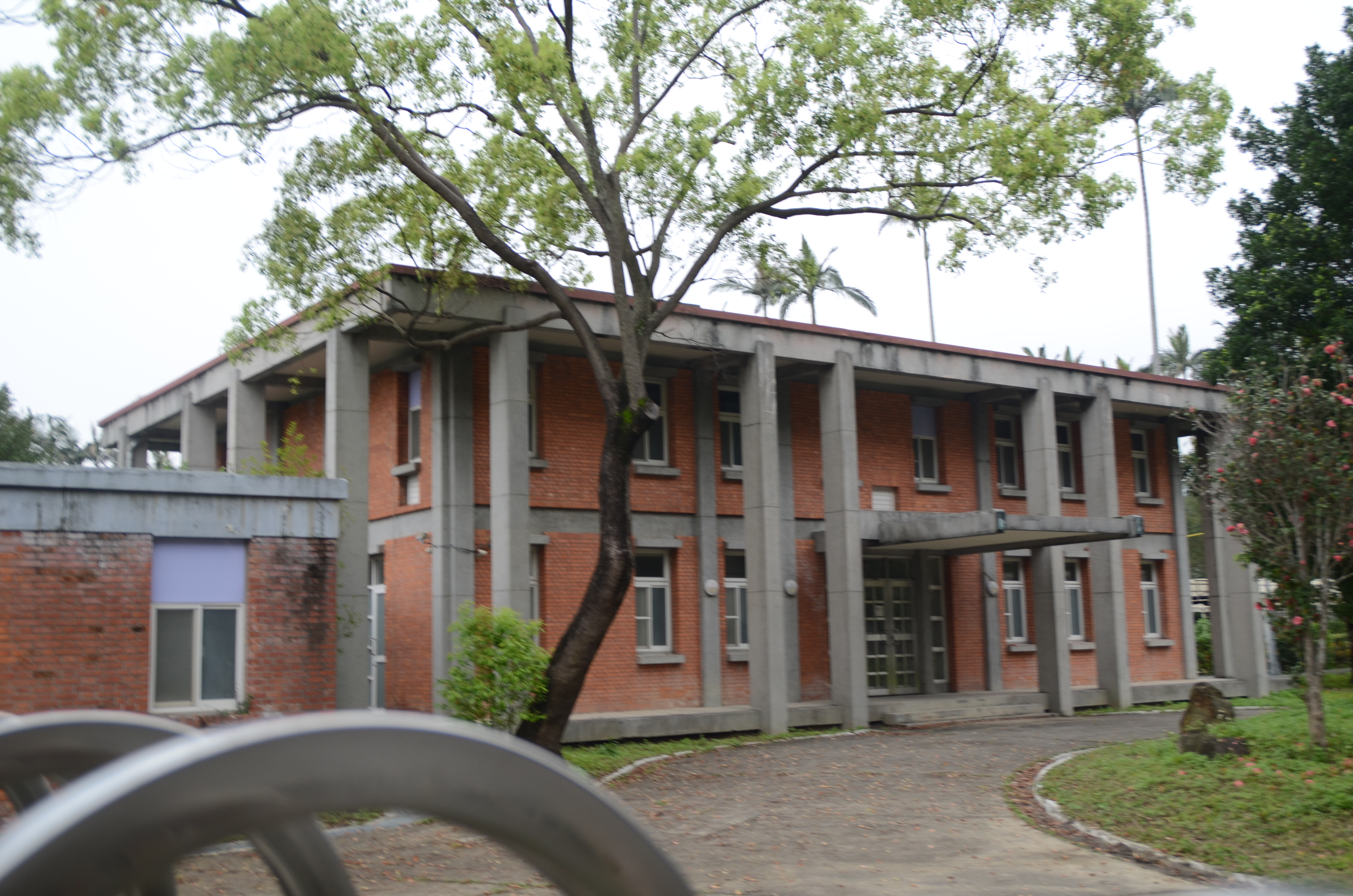
張羣故居
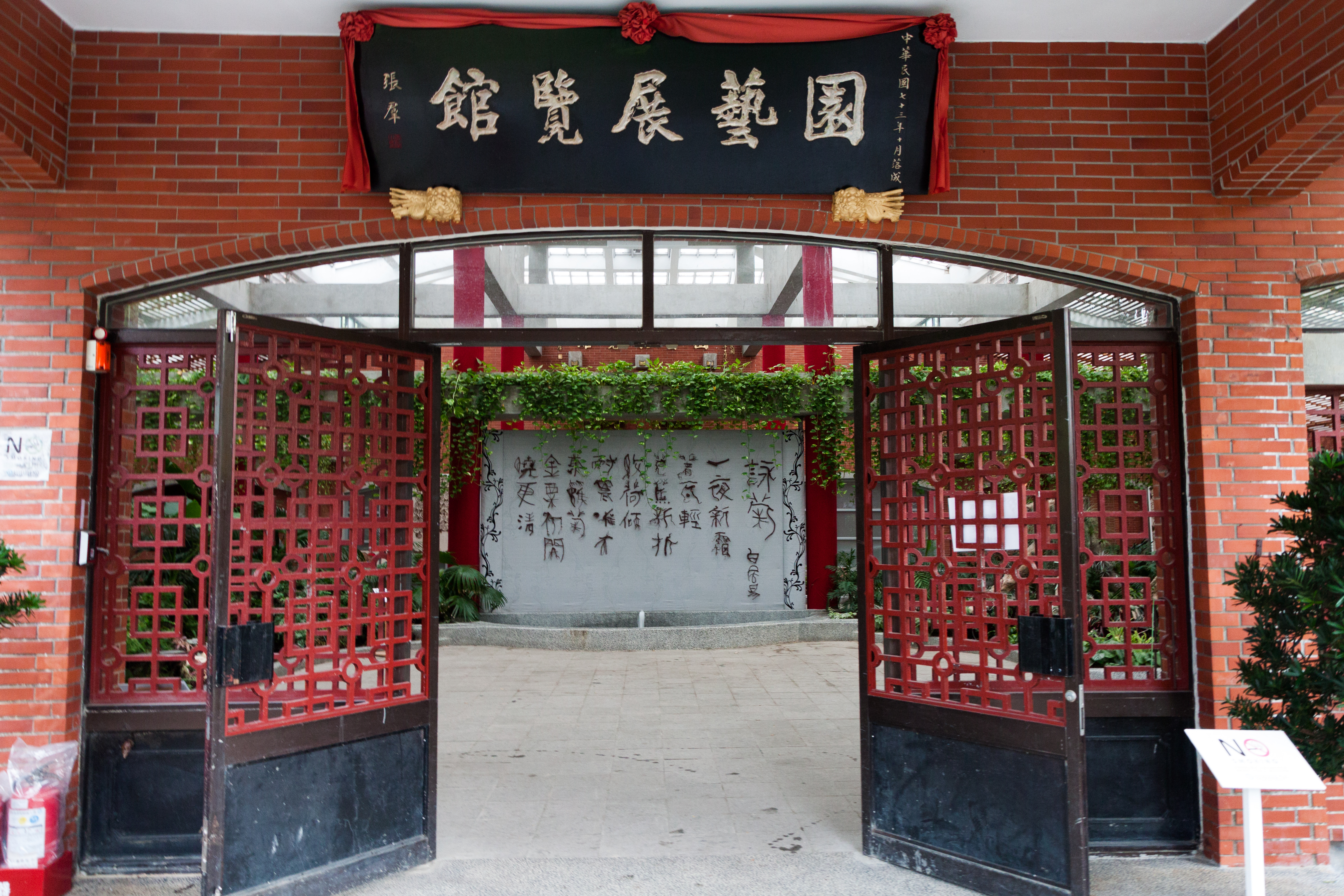
園藝展覽館1984年落成時，由張羣題寫的匾額
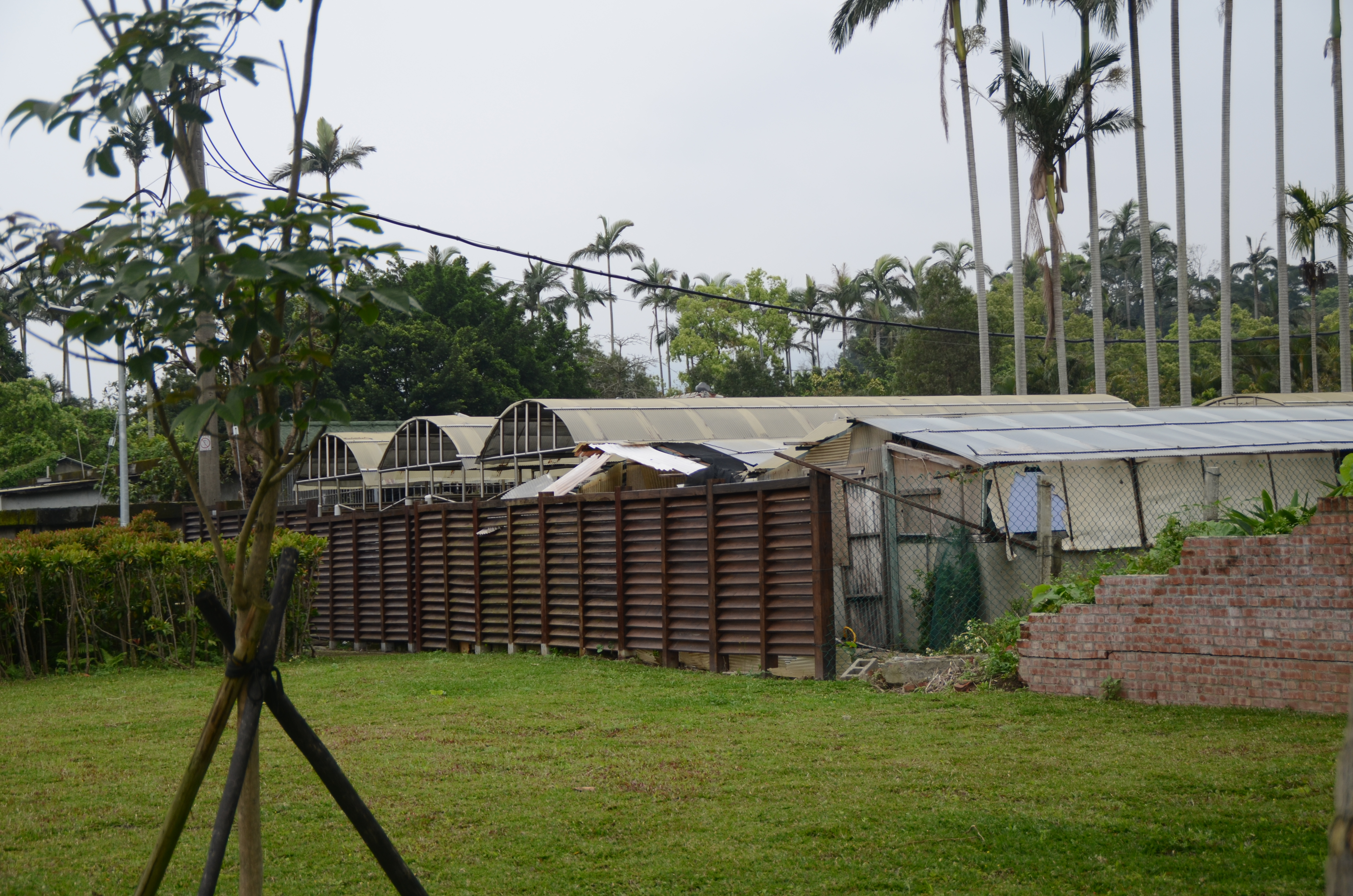
園藝苗圃

## 相關花季展覽
- 士林官邸菊展：每年秋冬的11至12月。
- 士林官邸鬱金香展：每年春節過後的2至3月。

## 外部連結
- 士林官邸官方網站 （页面存档备份，存于）
- 官邸之景 （页面存档备份，存于）
- 蔣中正宋美齡士林官邸 文化部文化資產局 （页面存档备份，存于）
- 士林官邸 臺北旅遊網 （页面存档备份，存于）
- 士林官邸 交通部觀光局 （页面存档备份，存于）
- 士林官邸公園 - 公園走透透．臺北新花漾_公園情報 （页面存档备份，存于）
- 臺北市政府文化局 - 士林官邸正館 （页面存档备份，存于）
- 2023士林官邸菊展 （页面存档备份，存于）
- 2023士林官邸菊展 臺北旅遊網 （页面存档备份，存于）
- 花IN台北官方網站 （页面存档备份，存于）
- 蔣中正宋美齡士林官邸(士林官邸正館)的Facebook專頁
- 士林官邸旅客的Facebook專頁
- 台北新花漾的Instagram帳戶